# Louis de Rouvroy de Saint-Simon
Pour le philosophe, voir Claude-Henri de Rouvroy de Saint-Simon.
Pour les autres membres de la famille, voir Maison de Rouvroy de Saint Simon.
Pour les articles homonymes, voir Saint-Simon.
Œuvres principales
- Mémoires

Louis de Rouvroy, duc de Saint-Simon, né le 16 janvier 1675 à Paris, baptisé le 29 juin 1677, en la Chapelle du Château de Versailles, il a pour parrain Louis XIV et pour marraine la Reine Marie-Thérèse d'Autriche. Il est décédé, à Paris, le 2 mars 1755, est duc, pair de France, courtisan et mémorialiste. « Espion sagace et fantasque de Versailles et des coulisses du pouvoir », c'est un témoin essentiel de la fin du règne de Louis XIV et de la Régence.
Nostalgique d'un âge d'or de la monarchie, il se veut duc et pair professionnel, mais sa croyance en une « aristo-monarchie à visage humain » est aussi l'affirmation d'une spiritualité. Théoricien de la hiérarchie sociale, il propose une vision intériorisée de l'inégalité qui trouve ses racines dans une très ancienne tradition. Imprécateur pugnace, irréductible, il prédit cependant la fin de la monarchie sous les coups de ceux qui veulent abattre« ce qui est grand par soi-même », et dépeint la cour comme une esthétique de la norme aristocratique.
Son œuvre présente une grande diversité dans la composition de chaque texte, mais une grande cohérence dans la vision du mémorialiste et de l'historien d'un monde révolu, fantastique et obsédant. Pour sa culture de la parole, artiste et raffinée, sa liberté stylistique et sa subjectivité, Saint-Simon est considéré comme l'un des plus grands écrivains français du XVIIIe siècle et ses Mémoires comme un monument de la littérature française.
Michelet exprime la séduction et la résistance que la vie, l'idéologie et l'œuvre de Saint-Simon peuvent inspirer : « Je l'ai adopté, critiqué. Je l'ai aimé et désaimé. Le fruit de ces variations, c'est que j'ai pu enfin acquérir, en face de ce rude seigneur, une certaine liberté ».

## Biographie

### Origines et jeunesse

#### Lignage
« L'antiquité, la suite, les fiefs, les alliances, les emplois, au moins avec quelque durée dans les premiers temps connus, constituent une grandeur effective, et non des choses modernes, passagères »

— Saint-Simon, Mémoires

Blason de la maison de Saint-Simon

Louis de Rouvroy de Saint-Simon est le fils de Claude Rouvroy, 1er duc de Saint-Simon, lieutenant général des armées du Roi, gouverneur de Meulan, bailli et gouverneur de Senlis, grand louvetier de France, premier gentilhomme de la chambre du Roi, chevalier des ordres du Roi, et de sa seconde épouse, Charlotte de L'Aubespine, marquise de Ruffec. Il est le petit-fils de Louis de Rouvroy de Saint-Simon, gouverneur et bailli de Senlis, et de Denise de La Fontaine ; celui de François de L'aubespine, marquis de Châteauneuf, lieutenant général des armées du Roi, et d'Eléonore de Volvire, marquise de Ruffec.
« Saint-Simon n'est point le nom de la maison des ducs de Saint-Simon. Pour l'expliquer, il faut reprendre les choses de bien loin ». Selon le duc, les origines de sa famille sont dans le Vermandois depuis le IXe siècle, mais le mariage fondateur de sa maison est celui de Marguerite de Saint-Simon qui épouse Matthieu de Rouvroy, dit le Borgne, en 1333.
Sa branche familiale est un duché-pairie, mais depuis seulement quarante ans, créé par Louis XIII, et la profondeur de sa généalogie, l'ancienneté de sa noblesse, compensent cette promotion relativement récente. Le duc Claude, père du mémorialiste, garde une reconnaissance profonde pour ce roi et éduque son fils Louis dans la vénération de Louis le Juste.
Des études récentes de la généalogie de Louis révèlent d'autres parentés inattendues mais significatives dans sa biographie : parenté « sauvage » entre sa mère et « la Scarron », et cousinage de Louis et de Fénelon.

#### Naissance
« Je suis né la nuit du 15 au 16 janvier 1675, de Claude, duc de Saint-Simon, pair de France, et de sa seconde femme Charlotte de L'Aubépine, unique de ce lit. De Diane de Budos, première femme de mon père, il avait eu une seule fille et point de garçon »

— Saint-Simon, Incipit des Mémoires
François-Régis Bastide suggère que l'« on paraîtra peu sérieux si on remarque la date de naissance de Louis de Rouvroy, duc de Saint-Simon, le 16 janvier 1675, en pleine nuit, à Paris sous le signe du Capricorne, dans le domicile de Saturne. Le signe de la solitude inquiète, des cavernes, des chrysanthèmes, des enfants nés vieux, insatiables dans la connaissance, le signe de Sainte-Beuve, d'Edgar Poe et de Cézanne… Je n'insiste pas. Comme il y avait de belles choses à dire ! »

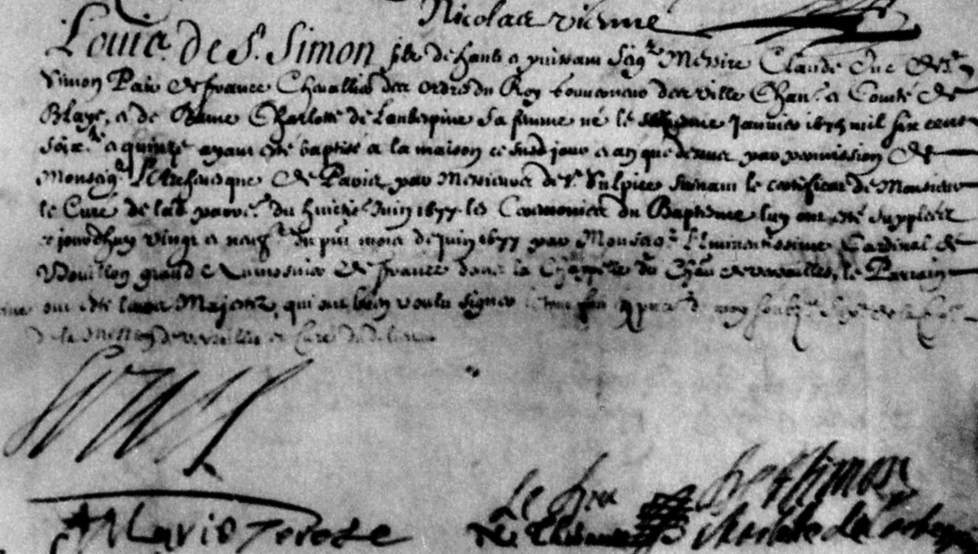
Acte de baptême de Saint-Simon, contresigné par le roi et de la reine, en bas à gauche. Archives du château de Versailles.

Saint-Simon passe bien d'autres détails sous silence, à commencer par son lieu de naissance, à l'hôtel Selvois, rue des Saints-Pères, aujourd'hui détruit. Le prénom donné au « jeune espoir de la lignée nouvellement ducale » traduit également un point prestigieux entourant sa naissance : le 29 juin 1677, Louis est baptisé dans la chapelle de Versailles, « en présence des parrains les plus illustres qui se puissent trouver : le Roi et la Reine ».
Les Mémoires et surtout la Note sur la Maison de Saint-Simon laissent deviner, en revanche, les enjeux liés à cette naissance en plaçant le héros dans un « Panthéon mythistorique ». Claude de Rouvroy, né en 1607 et devenu duc et pair en janvier 1635, grâce à la faveur de Louis XIII, avait épousé en secondes noces Charlotte de L'Aubespine le 17 octobre 1672. Les deux parents de Louis sont donc relativement âgés lorsqu'il vient au monde : le duc Claude a presque soixante-neuf ans, et son épouse en a environ trente-cinq.
Du premier mariage de son père, le 26 septembre 1644, avec Diane Henriette de Budos, décédée en 1670, Saint-Simon a une demi-sœur prénommée Marie-Gabrielle. Née le 2 décembre 1646, elle a vingt-huit ans de plus que lui. Il naît ainsi dans une solitude entière, par « le défaut de tous proches, oncles, tantes, cousins germains », qu'il ressent comme un malheur.

#### Éducation
« Une éducation fort resserrée […] lui fit d'abord éprouver la solitude et le dénuement qui rendent l'entrée dans le monde fort épineuse »

— Saint-Simon, Note sur la Maison de Saint-Simon

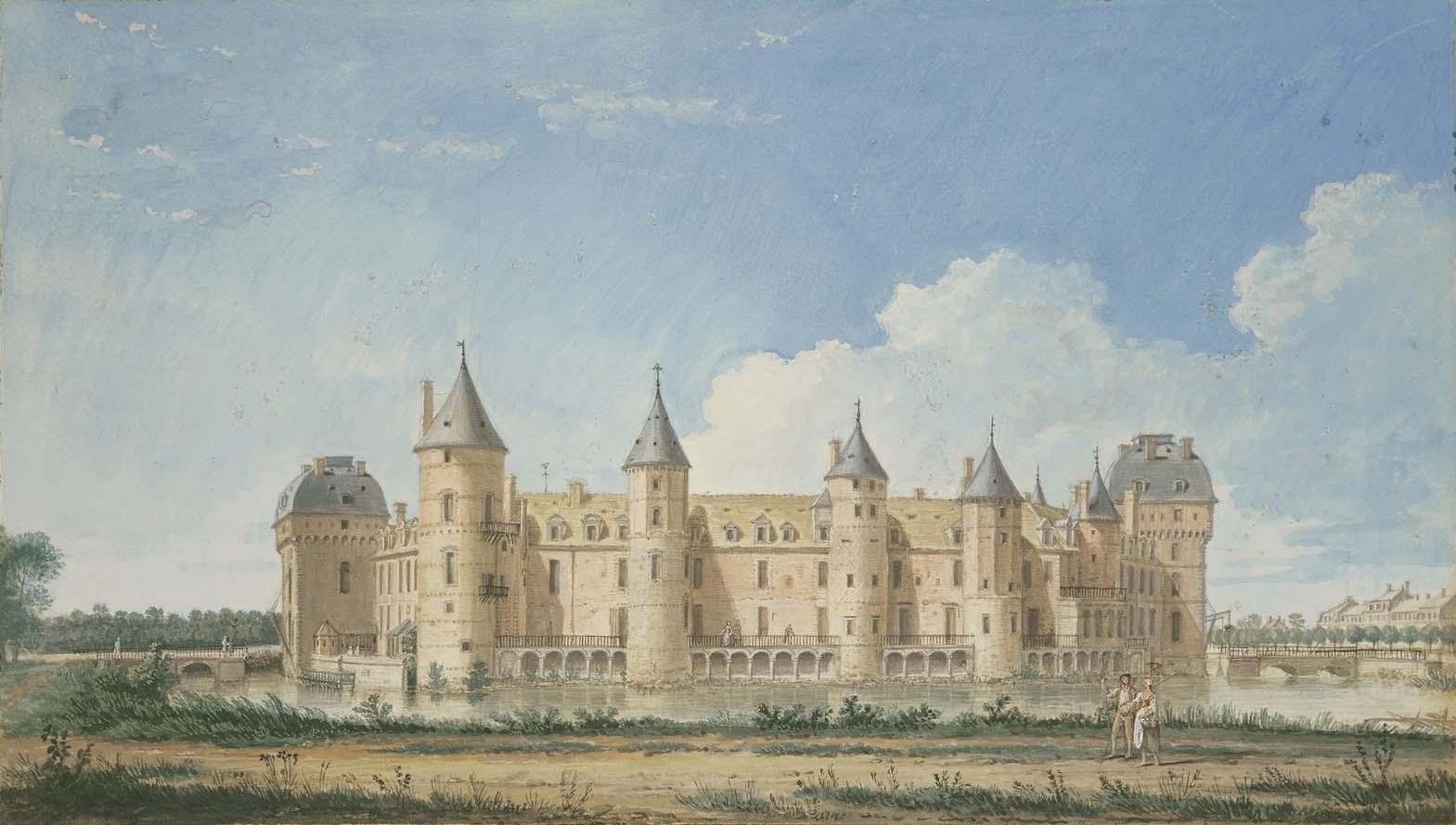
Louis-Nicolas Van Blarenberghe, Château Saint-Simon façade Sud (vers 1750), musée de Boston.

L'enfance de Saint-Simon est mal connue. Le mémorialiste résume lui-même ses années de formation en une phrase tranchante : « Je pris donc ma résolution de me tirer de l'enfance, et je supprime les ruses dont je me servis pour y réussir ». « Triste enfance ! » considère François-Régis Bastide, où « la grande distraction » est d'aller tous les ans à Saint-Denis, le 14 mai, pour le service en l'honneur de Louis le Juste — où, d'ailleurs, il n'y a jamais personne, ce qui entraîne un « petit couplet sur l'ingratitude envers les Bons Rois… » Le jeune garçon, titré vidame de Chartres, assiste également avec son père à des obsèques royales et princières : « Ce sera, décidément, un enfant très fort sur les funérailles. Il n'en manquera aucune ».
L'enfant reçoit de sa mère une éducation austère et solitaire, qu'il décrit comme « une éducation fort resserrée, qui le sépara fort du commerce des gens de son âge au genre de vie desquels il n'était d'ailleurs pas naturellement tourné ». Tout en étudiant le latin et les sciences avec un gouverneur et un précepteur disciple de Malebranche, Saint-Simon se considère « né pour la lecture et pour l'histoire ». Dans le même temps, son père lui enseigne la généalogie et les alliances des grandes familles, l'étiquette de cour et les divers rangs de préséance au parlement, qui définissent une grande part de sa personnalité. La pairie que lui transmettra son père se double d'une véritable dévotion à l'égard de celui qui fut à l'origine de l'érection de la duché-pairie de Saint-Simon, Louis XIII, dit le Juste, parce qu'il avait su respecter "les lois les plus saintes et les plus inviolables" du royaume. Parmi les rares faits notables de cette « enfance sans histoire », il faut citer les visites, et les séjours durant la quinzaine de Pâques, qu'il fait régulièrement au monastère de La Trappe. Ce monastère est proche du château familial de La Ferté-Vidame, et l'abbé de Rancé, qui est un ami de son père, sera considéré par Saint-Simon comme son père spirituel : « il vit avec bonté ces sentiments dans le fils de son ami, il m'aima comme son propre enfant, et je le respectai avec la même tendresse que si je l'eusse été ».
Ainsi, « la vertu est son premier trait », selon François-Régis Bastide : « élevé par le père que l'on sait, il devait avoir cette âme antique, ce goût des vieilles gens d'une époque plus droite, et ces ricanements de vertu ». Il est remarquable, en effet, que le seul souvenir d'enfance de l'écrivain s'articule autour d'un rire sous cape, à propos du chevalier d'Aubigné, frère de Madame de Maintenon. Yves Coirault relève comme « bien rares, trop rares dans les Mémoires (mais l'enfant n'a pas la vie facile dans la littérature de l'époque…) de tels souvenirs d'enfance et de jeunesse » : ce souvenir a probablement contribué à la vocation du futur mémorialiste et à son goût pour les portraits littéraires.

#### Autoportrait
« Immuable comme Dieu, et d'une suite enragée »

— Philippe d'Orléans, à propos de Saint-Simon

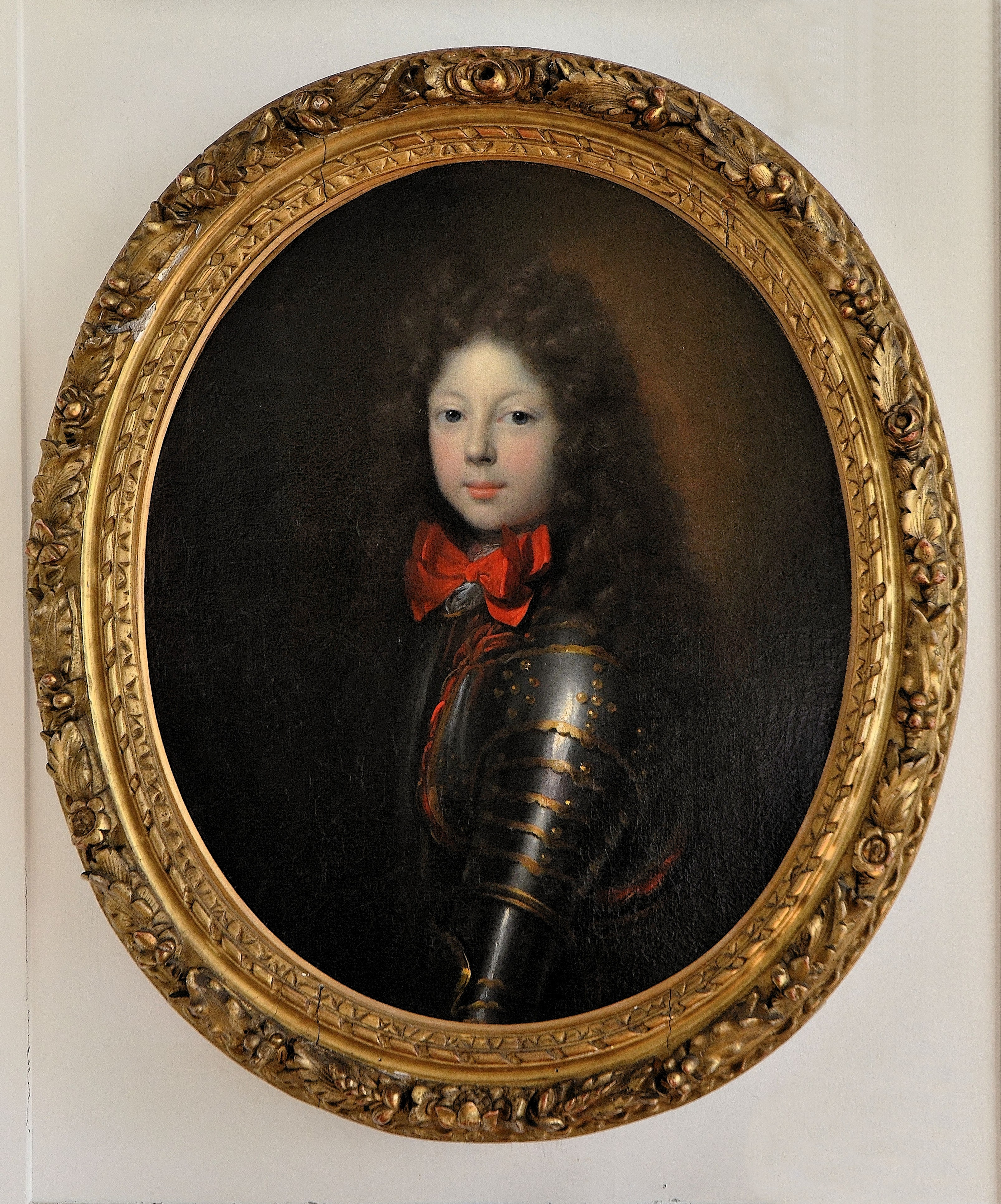
Portrait du duc de Saint-Simon à 10 ans, par Hyacinthe Rigaud (1685), musée des Beaux-Arts de Chartres.

Saint-Simon refuse explicitement de se décrire par son caractère, en parlant de lui-même : « comme ce dernier est plein de vie, on se gardera de le donner : c'est une loi qu'on s'est faite dans ces notes ».
Delphine de Garidel a rassemblé les traits, épars dans les Mémoires, qui permettent d'esquisser un autoportrait de Saint-Simon, au moins le masque qu'il désire présenter.
Il se dit ainsi petit et délicat, d'une figure peu avantageuse. Peu doué pour l'arithmétique (ce qui expliquerait sa défiance plus tard du monde de la finance), il avoue une froideur pour les lettres ; pudique (« je n'ai jamais aimé les scènes et les plaidoyers publics »), moral (« je n'ai jamais été faux ») et sensible.
Dans les Mémoires, d'autres personnages évoquent la personnalité de l'auteur, capable aussi de haine et de méchanceté. En premier lieu Louis XIV lui-même, qui le souligne par ces mots « Mais aussi, monsieur, c'est que vous parlez et que vous blâmez ; voilà ce qui fait qu'on parle contre vous » et il apparaît à ses contemporains effectivement comme un homme « si remuant, si plein d'esprit et de connaissances, si dangereux ». Ce trait de caractère est confirmé par le duc de Luynes dans une correspondance : « j'ai trouvé notre ami M. le duc de Saint-Simon plus méchant que jamais », et finalement par Saint-Simon lui-même qui reconnaît avoir « si bien su aimer et haïr ». Une certaine perversité lui donne la satisfaction d'aller annoncer lui-même la défaite des bâtards à leur sœur la duchesse d'Orléans, ou l'exil de Jérôme de Pontchartrain à son père, après avoir contribué à leur disgrâce. Sa ténacité dans ses obsessions et ses haines est soulignée par le duc d'Orléans.
Le contenu de sa bibliothèque (6233 ouvrages recensés à sa mort) complète le portrait par des indications sur ses centres d'intérêt et ses recherches intellectuelles. On y trouve en particulier des livres de généalogie, abondants, des biographies de premiers ministres, des traités d'architecture, des traités de nécromancie, sur la cabale ou l'occultisme, et des ouvrages pieux de la Trappe, ou les ouvrages de Baltasar Gracián.

### Prémices du courtisan mémorialiste

#### Un ami d'enfance
« Il ne fut peut-être jamais d'assortiment si bizarre que celui d'un prince si élevé par sa naissance, […] et d'un serviteur distingué par son rang, par sa naissance, par un attachement si fort et à toute épreuve, et dans la plus intime confiance de ce prince, et confiance inébranlable jusqu'à la mort »

— Saint-Simon, Note sur la maison de Saint-Simon
Philippe d'Orléans, futur régent, est né le 2 août 1674. Saint-Simon est donc « plus jeune que lui de huit mois ». La relation nouée entre les deux jeunes garçons devient « un tel et si long attachement, puisqu'il a duré en moi pendant toute sa vie, et qu'il durera toute la mienne », que les Mémoires ne vont pas au-delà de 1723, lorsque le Régent meurt.
Si elle ne va pas jusqu'à la camaraderie — en raison des différences de caractères entre un Saint-Simon vertueux, mélancolique et ambitieux, et un duc d'Orléans débauché, « comme enterré » avec ses maîtresses, « son genre de vie, sa négligence et sa facilité naturelle » — cette amitié devient complice dans les cabales où l'un et l'autre se trouvent mêlés, inquiète des faux pas de préséance que le prince pourrait faire, affectueuse et réciproque, lorsque le duc et pair est tenté de se retirer.
Surtout, la fidélité de Saint-Simon envers Philippe d'Orléans est inébranlable, même dans les pires moments de sa défaveur auprès de Louis XIV. S'ils se brouillent parfois — « pour des nuits perdues à faire de la chimie ou de l'aquarelle, ce qui est la même chose, pour Saint-Simon : le comble de la dépravation » — c'est « pour se raccommoder avec transports », à tel point que François-Régis Bastide y voit « trop de compagnonnage, lorsque sonne enfin l'heure de marcher côte à côte dans les voies du pouvoir », en 1715.

#### Un premier texte fondateur
« Jamais écrivain ne fut moins jeune quand il était jeune »

— Roger Judrin, La fausse trappe

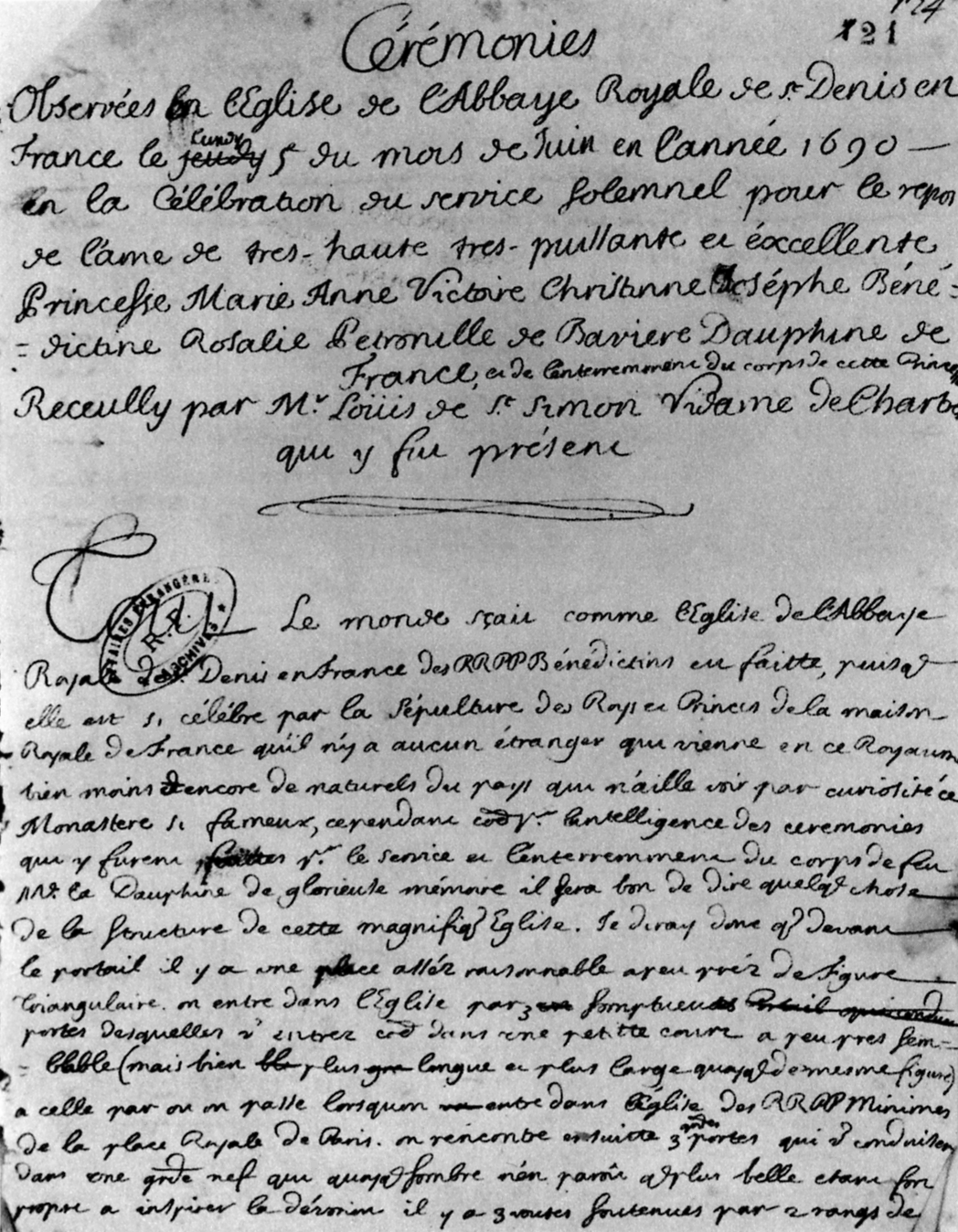
Première page des Obsèques par Saint-Simon. Paris, Bibliothèque nationale de France.

La princesse Marie-Anne de Bavière, épouse du grand Dauphin, meurt le 20 avril 1690. Saint-Simon donne une relation de ses funérailles, « bourrée de détails de préséances », dont le titre est déjà significatif : « Cérémonies observées en l'Église de l'Abbaye Royale de St Denis en France le lundi 5 du mois de Juin en l'année 1690 — en la célébration du service solemnel pour le repos de l'ame de très-haute, très-puissante et excellente Princesse Marie Anne Victoire Christinne Josèphe Bénédictine Rosalie Petronille de Bavière Dauphine de France et de l'enterrement du corps de cette Princesse, receully par M. Louis de St Simon Vidame de Chartres qui y fut présent ».
Dans ce texte, « le premier essai du mémorialiste », composé en manière de remerciement — « comme on donne à sa mère, après les vacances, une aquarelle de prairie » — Saint-Simon remarque une foule de détails de préséance et François-Régis Bastide le souligne : « Voilà comment est Saint-Simon, à quinze ans. Voilà comme il regarde, et ce qu'il regarde ! ». De cette première esquisse aux grands tableaux de cour des Mémoires, Saint-Simon conserve « ce même ton inconscient d'enfant sage qui était le sien, à quinze ans, aux obsèques de la Dauphine de Bavière » où se trouve même une définition de la révérence.
La hiérarchie, son caractère sacré, constituent le fondement de l'idéologie de Saint-Simon, et Emmanuel Le Roy Ladurie rappelle que « la hiérarchie se déchiffre au plus près dans les rites de deuil, non dénués de sacralité ».

#### Une épouse du plus excellent conseil
« Blonde, avec un teint et une taille parfaite, un visage fort aimable, l'air extrêmement noble et modeste, et je ne sais quoi de majestueux par un air de vertu et de douceur naturelle »

— Saint-Simon, Mémoires
En 1694, fils unique, il est pressé par sa mère de se marier, et il demande au duc de Beauvilliers la main de l'aînée ou de la troisième de ses huit filles; le mariage ne put se faire ("j'allai chercher à me consoler à la Trappe"), mais cette démarche est le début de « l'amitié la plus tendre, la plus intime, la plus égale » entre les deux ducs.

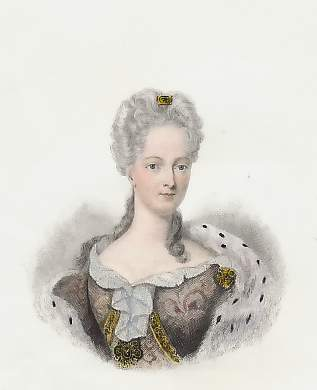
Marie-Gabrielle de Durfort

Le 8 avril 1695, il épouse « Marie-Gabrielle, fille aînée de Guy de Durfort, duc de Lorges, maréchal de France, capitaine des gardes du corps », qui le commanda pendant les campagnes du Rhin et dont la mère, née Frémont, vient d’une famille roturière et fournit une dot importante. Sa vie durant, son épouse fera preuve d'incomparables vertus par « sa piété inaltérable […] sa vie si simple, si constante, si uniforme, si solide, si admirable, si singulièrement aimable ».
Le couple reste très uni par « la tendresse extrême et réciproque, la confiance sans réserve, l'union intime parfaite, sans lacune, et si pleinement réciproque », jusqu'à la mort de Marie-Gabrielle. Leur mariage, bien qu'arrangé comme le veut l’époque, fait de Saint-Simon « l'homme le plus heureux goûtant sans cesse le prix inestimable de cette perle unique, réunissant tout ce qu'il est possible d'aimable et d'estimable avec le don du plus excellent conseil, sans jamais la plus légère complaisance en elle-même ». Les finances « ne lui entrant pas dans la tête », le duc en laisse le soin à son épouse, qui le soutient également dans ses périodes de doute, ce qui fait dire au duc : « Voilà quel trésor est une femme sensée et vertueuse ! »
Le 8 septembre 1696 naît sa première fille, Charlotte. Cette naissance est suivie de celles des deux fils de Saint-Simon, Jacques-Louis le 29 mai 1698 et Armand le 12 août 1699.

### Carrière militaire
« Le lieu du monde où nous sommes, ce me semble, le plus confondus avec la foule, c'est l'armée »

— Saint-Simon, Brouillons des projets

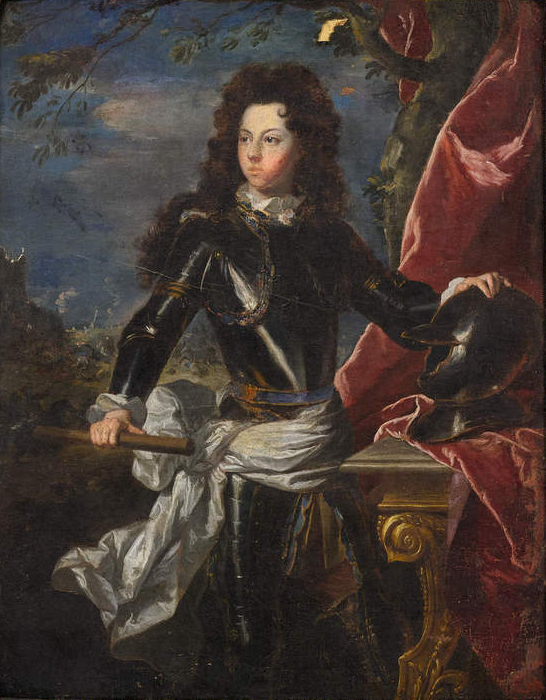
Saint-Simon à seize ans par Hyacinthe Rigaud, 1691

L'éducation de Saint-Simon ne néglige pas les exercices physiques, équitation et escrime, et il manifeste le désir de servir à l’armée. En 1691, alors qu’il a 16 ans, son père, déjà âgé (il a 86 ans), qui s'est installé dans un modeste hôtel particulier de Versailles, intrigue à la Cour pour le faire entrer dans les mousquetaires gris. Emmanuel Le Roy Ladurie remarque qu'il terminera sa carrière militaire peu après que son père, décédé, n'est plus là « pour lui servir de surmoi professionnel ».
Il est présenté à Louis XIV par l'entremise du chirurgien du roi, ami de Claude de Rouvroy ; le roi le « trouvant petit et l’air délicat, lui dit que j’étois encore bien jeune », mais accepte son entrée chez les mousquetaires gris. Il participe ainsi comme chef de bataillon en 1692 au siège de Namur puis en 1693 à la bataille de Neerwinden. Peu de temps après, Louis achète le Royal-Carabiniers grâce à son ami le duc de Beauvilliers, et devient mestre de camp. En 1697, il participe à une expédition en Alsace sous le commandement du maréchal de Choiseul. C’est son dernier séjour aux armées : il supporte de plus en plus mal l’obligation qui lui est faite de passer deux mois par an avec son régiment. Le sien est réformé, il n’est plus que « mestre de camp à la suite », sous les ordres d’un simple gentilhomme.
Ses responsabilités militaires passent au second plan face à la charge de la duché-pairie (voir Pairie de France (Ancien Régime)), après la mort de son père Claude de Rouvroy de Saint-Simon en avril 1693. En 1702, alors qu’il néglige son régiment pour la vie de cour, Louis se voit dépassé pour une promotion par des officiers plus récents que lui dans leur grade. Parmi eux, le comte d’Ayen, futur duc de Noailles, qui est ensuite, sa vie durant, l’ennemi juré du duc (« Le serpent qui tenta Ève, qui renversa Adam par elle, et qui perdit le genre humain, est l’original dont le duc de Noailles est la copie la plus exacte et la plus fidèle », déclare ce dernier dans les Mémoires). Devant ce qu’il considère comme une injustice flagrante, Saint-Simon quitte l’armée prétextant des raisons de santé et devient un courtisan assidu à Versailles, mais Louis XIV lui tient longtemps rigueur de cette défection.
D'après la relation qu'il en donne lui-même, ses neuf années au service du roi et ses exploits militaires se limitent, en dehors de quelques actions mineures, à « l'assiduité auprès des princes, généraux et maréchaux ». Cette activité mondaine constitue cependant un excellent poste d'observation qui lui fournit, pour ses Mémoires, de nombreux récits de sièges et de batailles.
Il s'estime cependant bon serviteur du Roi, ayant « commandé avec application et réputation », alors que « sa carrière militaire fut l'un des fruits les plus secs de l'immense armée française en ces années-là », avec l'image d'un « mestre de camp aux allures de spectateur ».

### Courtisan à Versailles
Emmanuel Le Roy Ladurie estime que Saint-Simon a toute sa vie une position ambiguë vis-à-vis de la cour, « tenté d'y être sans en être […] et professé des relations d'amour-haine ». En effet, sa présence à la cour marque sa dépendance par rapport à la faveur royale, mais son éloignement de la cour risquerait de laisser dévaluer son rang de duc et pair, ou de provoquer la disgrâce .
Saint-Simon est devenu à 18 ans duc et pair, à la mort de son père le 3 mai 1693. Son activité de courtisan commence en 1702 lorsqu'il quitte le service à l'armée, et se termine en 1723 après la mort de Philippe d'Orléans.

#### Un observatoire de la cour
« La Cour, la Cour, la Cour ! Dans ce mot est tout le mal »

— Marquis d'Argenson, Journal et Mémoires
Selon Emmanuel Le Roy Ladurie, l'infrastructure matérielle du château de Versailles, et l'attribution des appartements, pourrait être lue avec l'idéologie de Saint-Simon, d'un point de vue sociologique, avec sa « hiérarchie sacrale, bâtardophobe, cabaliste, hypergamiste-féminine, et parfois renonçante ».
Outre son domaine de La Ferté, son père ayant acheté un hôtel particulier à Versailles, Saint-Simon noue des amitiés solides au sein de la Cour et, en 1702, il obtient un appartement pour lui et sa femme au château de Versailles : c’est l’ancien appartement du maréchal de Lorges, son beau-père, dans l’aile nord. En 1709, il perd son logement mais Pontchartrain lui en prête un autre, situé au deuxième étage de l’aile droite des ministres, puis en 1710, Saint-Simon — ou plutôt son épouse, nommée dame d’honneur de la duchesse de Berry — obtient un grand appartement, attribué auparavant à la duchesse Sforza et à la duchesse d'Antin.
Il dispose ainsi d'un appartement au château de Versailles jusqu'à sa mort, et le Régent mettra également à disposition le château de Meudon pendant quelques années. Il possède aussi un hôtel particulier à Paris. Ces hôtels et hébergements permettent à Saint-Simon de participer très activement à la vie de la société de Cour, et d'observer sans cesse « le spectacle permanent de l'histoire générale et locale telle qu'elle est en train d'advenir ». Il consignera ces observations dans ses Mémoires, sous forme de portraits, de confidences, d'entretiens, d'anecdotes et mots d'esprit, « bagatelles instructives », mais il observe aussi « le mécanique extérieur du journalier […] parce que rien n'influe tant sur le grand et sur le petit que cette mécanique des souverains ».

#### La carrière de courtisan
« Un homme d'ailleurs fort courtisan, mais courtisan en homme qui se sent, qui a de la hauteur et de la dignité »

— Saint-Simon, Mémoires (à propos de du Charmel)
A Versailles, Saint-Simon mène la vie d'un courtisan, participant aux intrigues qui animent la vie de la Cour, aux querelles de préséance, de rang, à la recherche de faveurs, « bagatelles de vanité » : croix de Saint-Louis, justaucorps à brevet, grandes entrées, et surtout le logement au château.
Dans les Mémoires, il se pose comme « celui qui fait agir les autres […], metteur en scène, « cerveau » caché » : il participe aux cabales et tente d'en monter une, mais se révèle cependant meilleur dans l'analyse que dans la machination.
Il est témoin des grandes questions qui animent la cour (bulle Unigenitus, quiétisme, succession d'Espagne, jansénisme, système de Law…), produit des textes politiques, qui restent parfois anonymes (Projet de gouvernement, plusieurs mémoires…), multiplie les entretiens. Il participe ainsi à l'intense vie intellectuelle qui anime la société de cour, pour diffuser ses idées sur l'organisation politique de la monarchie.
Dans ses Mémoires, il déplore à tort ou à raison des périodes de disgrâce. Le Roy Ladurie attribue ces jérémiades à « une répétition des rengaines de solitude que lui serinait sa mère en son enfance au sujet de sa déréliction familiale en tant que tout jeune fils d'un père très vieux », et Saint-Simon rapporte en effet les efforts de sa mère pour « me rendre tel que je pusse réparer moi-même des vides aussi difficiles à surmonter ». Il jouit cependant d'amitiés fortes à la Cour, et Louis XIV lui manifeste parfois estime et amitié. Les périodes de doute ne durent donc jamais, et « Mme de Saint-Simon, qui s'ennuie à la campagne, a vite fait de tirer gentiment les oreilles à son époux et de le faire revenir dare-dare à la Cour ».
Il est ainsi à la cour une sorte de personnage, et ayant acquis une certaine importance pendant la Régence, devient même « la cible d'attaques et de chansons satiriques qui moquent en lui l'avorton, le boudrillon, le petit morpion, le bourgeois poltron » ce qui constitue l'indice d'une percée, si médiocre soit-elle, sur la scène politique.

### Influence et combats politiques
Malgré une activité politique constante, par ses textes, son influence et les fonctions qu'il a occupées sous la Régence, Saint-Simon échoue à influer sur les décisions politiques, et son rôle peut paraître aujourd'hui limité en la matière. Dans ses Mémoires, il se dépeint d'ailleurs en héros d'une mission impossible dans une cour corrompue.

#### Dignité des ducs et pairs
« D'une chimère sans réalité, ils en ont fait une dignité la plus grande dont puisse être revêtu un particulier, et qui s'est frayé un chemin sur les têtes des plus grands souverains »

— Saint-Simon, Brouillons des projets
Au XVIIIe siècle, la duché-pairie était devenue une dignité vide aux yeux de Saint-Simon, sans autre fonction qu'incarner un idéal social. Il a d'autant plus souffert de ce vide qu'il n'a jamais exercé de hautes fonctions militaires ou de gouvernement. Toute sa vie, « sans relâche et sans jamais tomber dans le piège de se laisser rebuter par rien », Saint-Simon se bat pour maintenir la dignité et les prérogatives de cette catégorie, à laquelle il appartient et qu'il considère, et tente de faire reconnaître, comme intermédiaire entre la famille royale et la noblesse.

Couronne et manteau des ducs et pairs de France.

Placée en tenaille, elle a besoin « plus que nulle autre d'être tirée de ses propres ruines et rétablie dans quelque sorte de lustre ». En effet, le danger vient d'en haut de la hiérarchie, avec les bâtards qui font reculer d'un rang les ducs et pairs en obtenant en mai 1694 une place intermédiaire entre la famille royale et les ducs et pairs, mais le danger vient aussi de la plus petite noblesse, qui peut s'allier aux bâtards, par exemple dans l'« affaire du bonnet » en 1716.
Le danger est présent à l'intérieur même de la catégorie des pairs : « l'ignorance honteuse de plusieurs ducs et pairs sur leur dignité, et la bassesse de quelques autres n'a pas porté de moindres coups […] je n'oserais y ajouter l'indifférence d'un grand nombre et la mauvaise honte là-dessus de plusieurs ; et c'est là ce qui sape cette dignité par ses fondements ». Saint-Simon prend même « pour exemple et modèle en tout » l'ordre des cardinaux, qu'il combat pourtant pour son caractère ultramontain, qu'il jalouse pour les « prétentions excessives de ces frères ridicules des rois de la terre », malheureusement « admis aux affaires » (Richelieu, Mazarin, Dubois, Fleury…), mais dont il envie leur « union intime ».
Le combat de Saint-Simon n'est pas seulement intéressé, pour le maintien des avantages afférents à son rang, mais répond aussi à sa conviction qu'« abattre tout ce qui est grand par soi-même [particulièrement les ducs et pairs] présage si sûrement la fin et la dissolution prochaine de cette monarchie ». Emmanuel Le Roy Ladurie et Yves Coirault s'accordent pour estimer que cette prophétie de la fin de la monarchie n'est pas une anticipation par Saint-Simon de la Révolution, mais qu'elle exprime sa conviction que la monarchie repose sur le socle de cette hiérarchie divine. La monarchie est entrée, à ses yeux, dans une lente agonie et ne peut survivre longtemps à ce travail de sape qui la ronge, entrepris par Mazarin pour « ruiner les seigneurs, qu'il haïssait et méprisait, ainsi que toute la nation française ».
Saint-Simon est cependant conscient, après son éloignement de la cour en 1723, de l'échec de sa lutte pour la défense de la dignité des ducs et pairs. En 1728, il écrit au cardinal Fleury « je la tiens éteinte, et moi en particulier pour mort. […] Tout cela est mort pour moi ».
- → Affaire du bonnet : mémoire à propos d'une question de préséance opposant les ducs et pairs au président du Parlement[M 1]

#### La diplomatie de l'esprit
« C'était un homme très bien fait, de beaucoup d'esprit, et infiniment orné, qui aspirait au plus haut et s'en flattait, qui était de tout temps fort répandu dans le plus grand monde, et qui, dans ces temps de brillant, était gâté par la cour »

— Saint-Simon, Mémoires (à propos de M. de Clermont-Tonnerre)
La société dans laquelle vit Saint-Simon est dominée, en « ces temps de brillant », par la catégorie intellectuelle de l'esprit comme unité de mesure de toute valeur humaine et sociale. De nombreux portraits font référence à l'esprit du personnage dépeint, pour en souligner l'absence ou vanter son charme. Cet esprit « fort répandu » se traduit par l'intense activité intellectuelle, politique et littéraire, dont Versailles et Paris sont le siège au XVIIIe siècle, et dans laquelle Saint-Simon s'inscrit par ses entretiens et ses écrits. Marc Fumaroli la nomme « la diplomatie de l'esprit », elle est cet effort de compromis entre passions et intérêts opposés, par la conversation et l'écriture, à l'intérieur des cours.
Pour le chrétien, « c'est une charité due à ceux qui gouvernent » de les éclairer « pour les garantir de pièges, de surprises et surtout de mauvais choix », alors « puisqu'il s'agit de raisonner utilement autant que les ténèbres dont nous sommes enveloppés le peuvent permettre, il faut raisonner avec une entière liberté ». Il doit travailler tenacement, par ces voies de « la diplomatie de l'esprit » qui lui sont laissées (les entretiens, les notes et mémoires), à combler l'abîme qui s'est creusé, par l'aveuglement du roi, entre le royaume tel qu'il peut et doit être, l'idée, l'image, la finalité essentielle du royaume, et la monarchie dévoyée par la raison d'état.
Par ses entretiens politiques avec le duc de Bourgogne, puis avec le Régent, par ses textes didactiques (notes, mémoires), Saint-Simon contribue comme « ces gens du monde et du grand monde qui baignent dans cette activité négociatrice incessante, [au] principe de l'harmonie relative, fragile, sensitive, mais somme toute réelle et bénéfique, qui prévient alors l'Europe contre toute explosion majeure parmi ces hommes accoutumés à la modération et à la conciliation ». Entre 1710 et 1714, le duc écrit ainsi de nombreux mémoires et textes politiques, par exemple les Vues sur l'avenir de la France ou le Projet de rétablissement du royaume de France.
- → Mémoire sur une tenue d'états généraux : Saint-Simon rédige ses propositions à la demande du Régent[M 2]

#### Auprès du duc de Bourgogne
« On verra bientôt enterrer ce jeune prince avec toute l'espérance et le bonheur de la nation, et avec toutes les grâces, les charmes et les plaisirs de la cour »

— Saint-Simon, Mémoires
Saint-Simon est partisan et ami du petit-fils de Louis XIV, le duc de Bourgogne, second sur la liste de succession. Fénelon, avant sa disgrâce, avait été son précepteur et « on y sentait briller les traits d'une éducation également laborieuse et industrieuse, également savante, sage, chrétienne, et les réflexions d'un disciple lumineux qui était né pour le commandement ». Il avait également constitué autour du prince un petit groupe de ducs vertueux (Chârost, Beauvilliers, Chevreuse) et amis de Saint-Simon. À la mort de Monseigneur, en 1711, c'est lui qui devient le Dauphin, et Saint-Simon espère alors accéder à un avant-règne pour promouvoir ses idées.

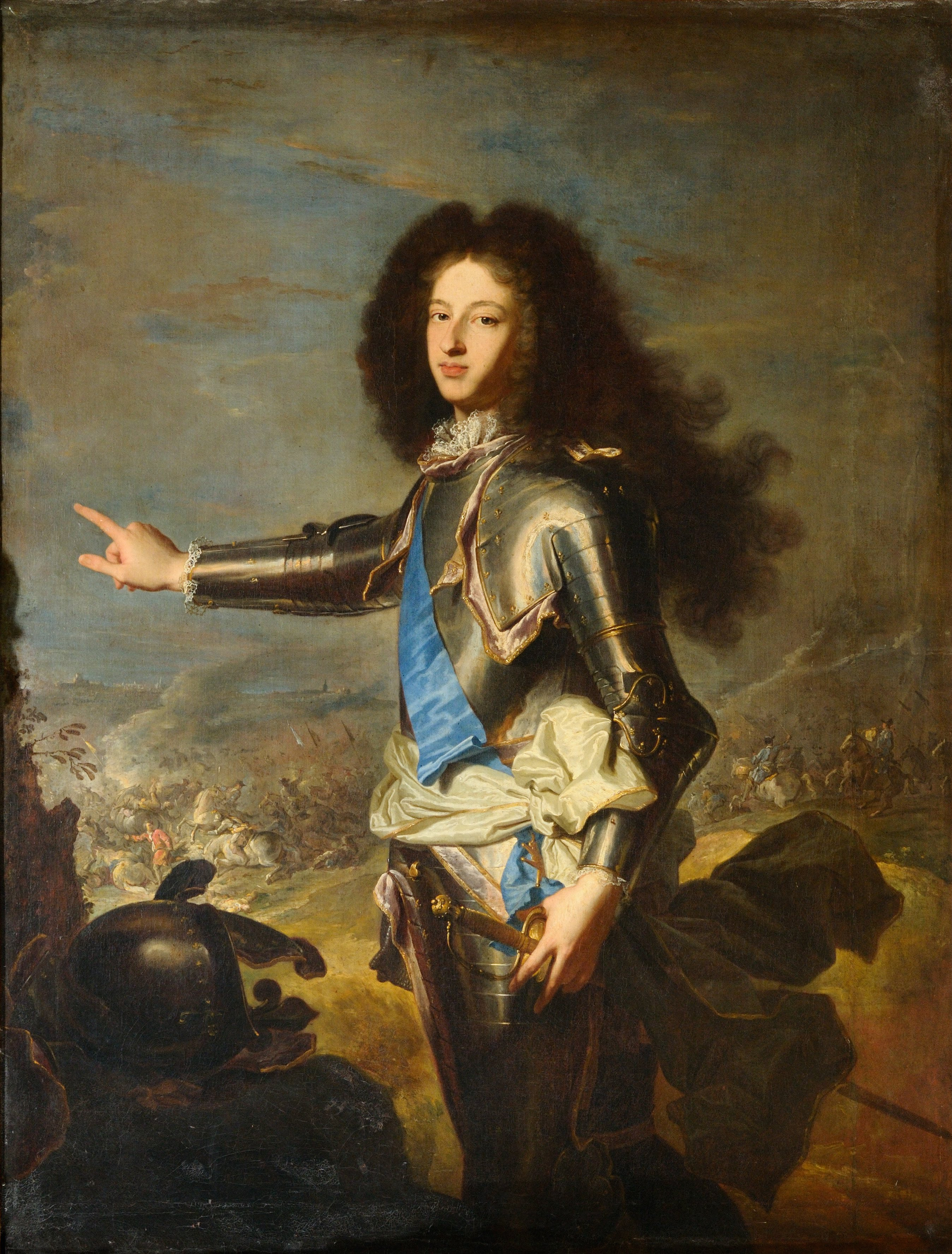
Le duc de Bourgogne

Le soutien public apporté au cardinal de Noailles, soupçonné de jansénisme, avait mis Saint-Simon dans une situation difficile. Mais, dans la perspective d'accéder au pouvoir avec l'appui du nouveau Dauphin, Saint-Simon obtient de lui des audiences privées où ils abordent tous les sujets. Si l'on en croit le duc, le futur roi approuve ses vues en tout, particulièrement sur le principal combat de Saint-Simon, celui de la dignité des ducs et pairs : « le Dauphin, particulièrement attentif, goûtait toutes mes raisons, les achevait souvent en ma place, recevait avidemment l'impression de toutes ces vérités. Elles furent discutées d'une manière agréable et instructive ».
Mais en 1712, le duc de Bourgogne meurt à son tour, en même temps que son épouse et leur fils aîné. L'espoir de Saint-Simon est ruiné. À ce point des Mémoires, l'émotion lui fait seulement écrire : « Ces Mémoires ne sont pas fait pour y rendre compte de mes sentiments : en les lisant, on ne les sentira que trop, si jamais, longtemps après moi, ils paraissent ». Il écrit alors les Projets de gouvernement résolus par Mgr le duc de Bourgogne dauphin, après y avoir mûrement pensé, qui sont probablement le résultat de ces entretiens, et dont le destinataire et la diffusion nous sont inconnus. Les idées sont cependant essentiellement les siennes.
L'annonce de la mort du Grand Dauphin et le spectacle de son palais de Meudon, la nuit de sa mort, donnent une page célèbre des Mémoires.
- → Mort de Monseigneur - Spectacle de Versailles - Plaisir de Saint-Simon[M 3]
- → Entretien avec le Dauphin[M 4]

#### La lutte contre les monstres
« Quelquefois les cirons parvenaient à renverser des colosses »

— Saint-Simon, Mémoires
Saint-Simon nomme quatre personnages les « monstres », qu'il fait profession de haïr et combat : le duc de Noailles, le duc du Maine, Pontchartrain et l'abbé Dubois. Sa haine correspond à des oppositions politiques, mais aussi à des ressentiments personnels.
Le duc et pair poursuit les monstres de sa vindicte avec plus ou moins de succès : il paraît impuissant contre Dubois, évince Pontchartrain, triomphe contre le duc de Noailles et le duc du Maine. Georges Poisson indique qu'il nous donne souvent des exemples de « sadisme » dans ces occasions, au moins dans le récit qu'il en fait dans les Mémoires. Souvent partial, injuste, voire méchant, il noircit sans nuances le portrait de ces hommes.

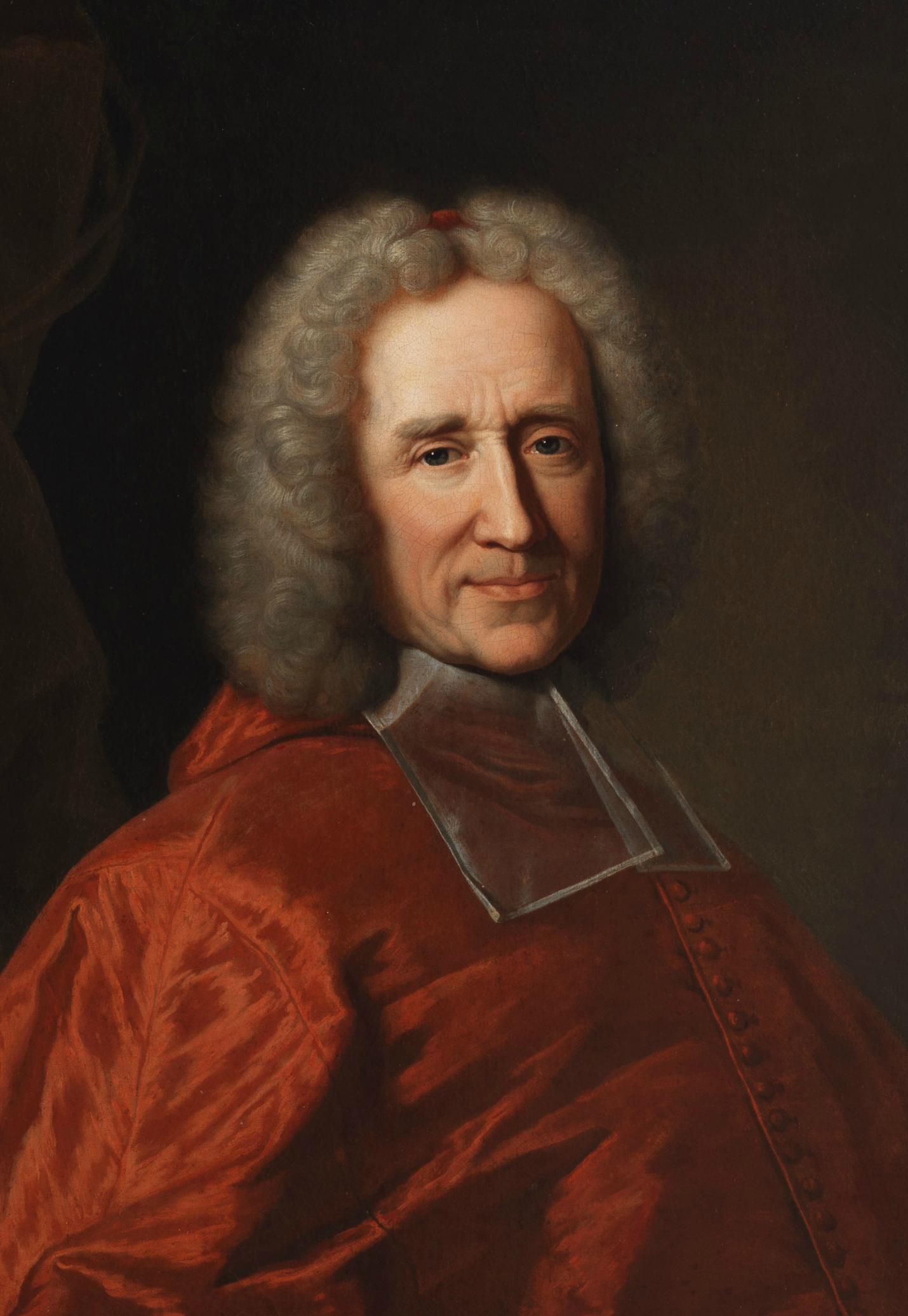
Ministre roturier

- L'abbé (puis cardinal) Dubois, ministre d'origine roturière. Dubois est anglophile et jésuitophile, cardinal et premier ministre, ce qui suffit largement à le faire considérer comme un ennemi intime par le duc et pair. Saint-Simon ne peut cependant s'opposer à son ascension auprès du Régent, qui apprécie en particulier sa politique étrangère, alors que Saint-Simon n'en comprend pas les subtilités. Le cardinal doit cependant accepter la nomination du duc pour l'ambassade d'Espagne, ce qui place le duc sous sa dépendance politique et financière. Saint-Simon est ainsi contraint de s'humilier en quémandant de Dubois ses instructions et ses gratifications monétaires, dans des lettres pleines de respect. De retour d'Espagne, ruiné, il est devenu quémandeur du cardinal, et ne digère pas cette dernière couleuvre. Le petit duc se venge du cardinal dans ses Mémoires en salissant exagérément sa mémoire[62].
  - → Portrait au vitriol du cardinal Dubois[M 5]
  - → Lettre pleine de révérence au cardinal, à mettre en perspective du portrait[M 6]

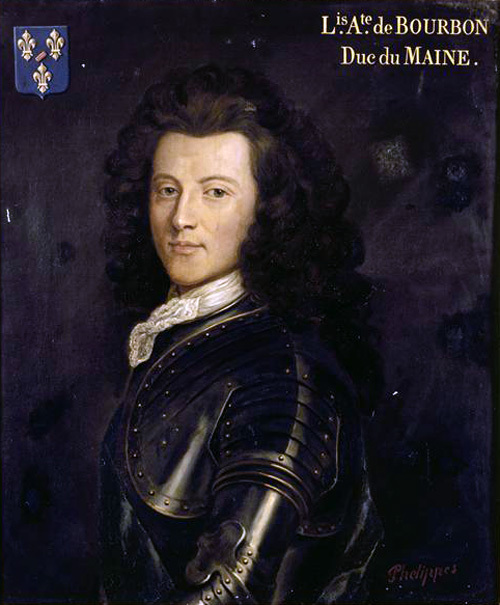
Aîné des bâtards

- Le duc du Maine, l'aîné des bâtards. Issus de la faiblesse du roi pour les femmes, les bâtards sont le malheur du royaume, ces « monstres qui l'ont pensé perdre, et qui au moins l'ont déchiré[S 59] ». L'aîné, le duc du Maine, est de plus « ce barbare qui sacrifia sa mère au solide fondement de sa grandeur » en aidant Madame de Maintenon à se débarrasser de Madame de Montespan. Louis XIV a légitimé les bâtards, ce qui leur donne l'espoir de succéder au Roi et ajoute à la haine qu'éprouve à leur égard Saint-Simon. Le duc et pair a l'immense satisfaction de participer activement à la chute du duc du Maine en conseillant le Régent dans cette manœuvre, puis d'annoncer lui-même cette victoire à sa sœur, la duchesse d'Orléans.
  - → Portrait du duc du Maine et de sa femme[M 7]

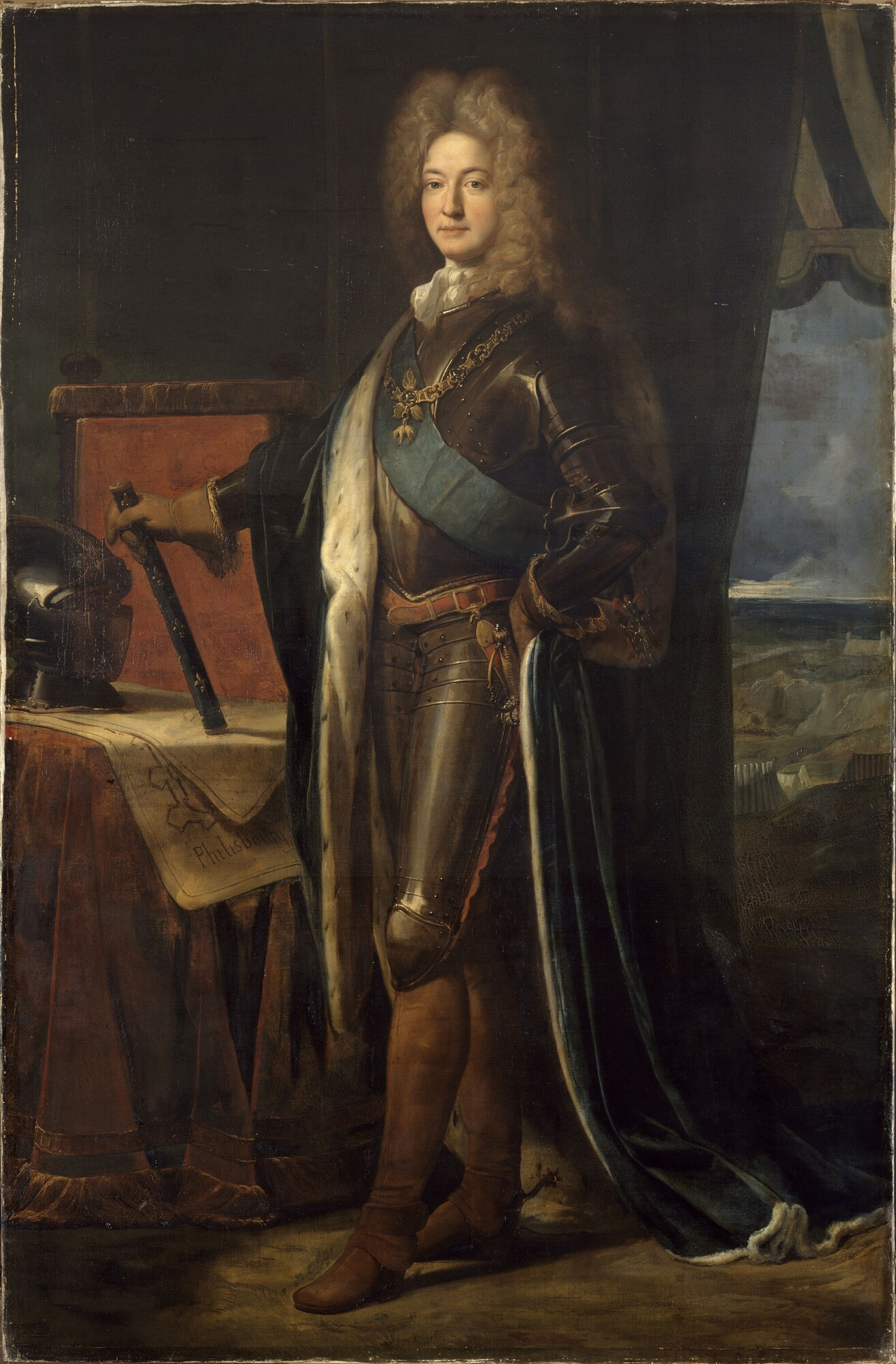
Jalousie

- Le duc de Noailles, la jalousie. Maréchal mais piètre stratège et médiocre politique, Noailles ne semble pas avoir de torts importants à l'encontre de Saint-Simon, qui le fait d'ailleurs nommer au Conseil des Finances au début de la Régence, peut-être pour le perdre dans cette fonction périlleuse en raison de la situation budgétaire. C'est finalement Dubois qui éloigne Noailles du pouvoir, à la satisfaction du duc. On comprend mal la raison de la haine tenace que le duc manifeste constamment à son égard : « le serpent qui tenta Ève et qui perdit le genre humain, est l'original dont le duc de Noailles est la copie la plus exacte et la plus fidèle[S 36] ». Georges Poisson suggère une jalousie à l'encontre d'un homme réputé pour sa prestance et qui, maréchal et ministre, réussit partout où Saint-Simon a échoué[63]. Noailles est ainsi promu dans l'ordre du Saint-Esprit quatre ans avant Saint-Simon à la grande surprise de celui-ci[64].
  - → Portrait à charge du duc de Noailles[M 8]

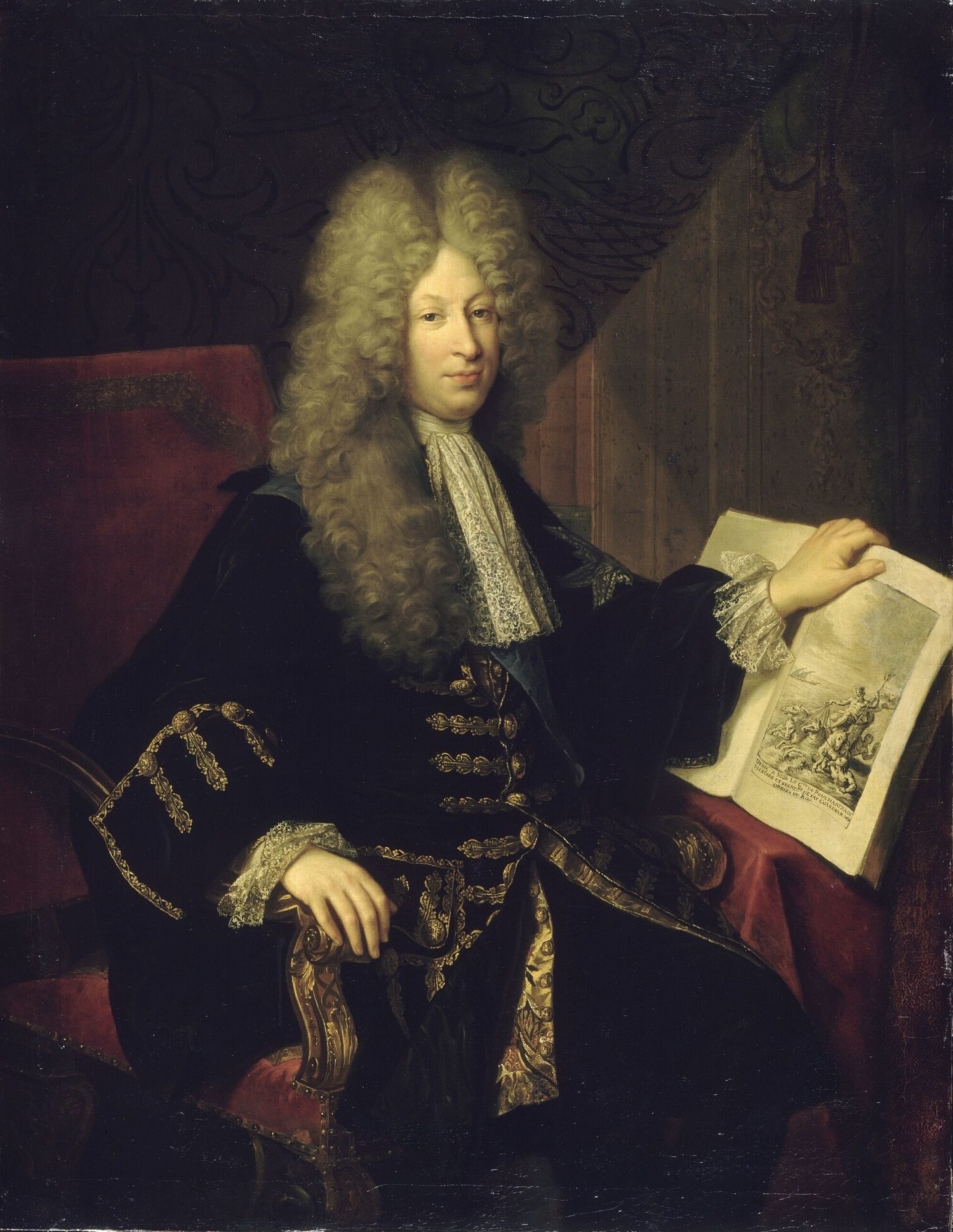
Ami d'enfance

- Jérôme de Pontchartrain, le camarade d'enfance. Louis et Jérôme sont liés depuis de longues années, car « le père avait été toujours ami du mien, et avait fort désiré que je le fusse de son fils, qui en fit toutes les avances ; et nous vivions dans une grande liaison[S 60] ». Mais en 1713, un banal conflit de compétences survient entre Jérôme, ministre de la Marine, et Louis, gouverneur de la forteresse de Blaye. Saint-Simon est finalement désavoué par Louis XIV à la demande de Pontchartrain[65]. Il en garde une haine profonde, jure de tout sacrifier à « la ruine et perte radicale de Pontchartrain » et parvient à l'évincer du Conseil de Régence. Georges Poisson formule l'hypothèse que la détestation par le duc et pair de son ancien ami trouve son origine dans le fait qu'ils ont de nombreux points de ressemblance[66], mais Pontchartrain est secrétaire d'État quand Saint-Simon demeure dans son « néant » : « je savais parfaitement toute la disproportion de crédit et de puissance qu'il y avait entre un secrétaire d'État et moi[S 58] ». Il prend sa revanche en annonçant lui-même sa victoire au père de Jérôme.
  - → Portrait à charge de Jérôme de Pontchartrain[M 9]

### Fonctions politiques
Louis XIV a exclu de son conseil les princes et les ducs et a choisi des secrétaires d'État roturiers : « Superbe du Roi, qui forme le colosse de ses ministres sur la ruine de la noblesse ». Ces ministres, situés très en dessous des grands seigneurs, cherchent à acquérir un statut comparable et Saint-Simon souligne, pour la dénoncer, la discordance entre l'organisation statutaire des rangs, marquée par les symboles, et d'autre part le pouvoir réel. Ce fossé se comble partiellement sous Louis XV, mais Saint-Simon reste exclu des charges de gouvernement.
Pendant la Régence, il exerce une fonction de conseil pendant les premières années, mais, paradoxalement, refuse de manière systématique les fonctions de responsabilité que lui propose Philippe d'Orléans : les Finances, la présidence du Conseil des Affaires du dedans, les Sceaux, les postes de premier gentilhomme de la Chambre et de gouverneur du Roi.

#### Conseil de régence
« Tout se peut réparer avec le temps, de la suite et des hommes ; […] et des hommes il n'y en avait plus »

— Saint-Simon, État du royaume à la mort de Louis XIV
Après la mort de Louis XIV, la cour « disparut entièrement », le régent Philippe d'Orléans se trouve politiquement isolé, et fait appel à des hommes de talent, dont son ami Saint-Simon qui avait été mentionné par Fénelon parmi les seigneurs sur lesquels « on peut jeter les yeux » pour constituer un Conseil de Régence. Pourtant, Patrick Dandrey souligne la contradiction entre l'inspiration libérale qui animera la Régence et le monarchisme nostalgique de Saint-Simon.
Le duc perd donc son poste d'observation à la cour mais arrive aux affaires, il devient un membre influent et actif du groupe au pouvoir. La Régence, d'inspiration libérale, débute à l'automne 1715.
À cette époque qui suit la mort du Roi, les réflexions politiques représentent « des règles de salut […], comme une réaction nobiliaire, anti-absolutiste et anti-roturière, ainsi qu'une éthique aristocratique ». Saint-Simon conseille le Régent, en particulier pour l'organisation de la polysynodie qu'il avait déjà proposée avant même la mort de Louis XIV. Ce système remplace le gouvernement des secrétaires d'État, qu'il abhorre, par une série de conseils où les aristocrates et les grands seigneurs auraient les premières places dans la recherche d'un consensus des classes dirigeantes, c'est-à-dire l'aristocratie.
Philippe d'Orléans accepte certaines de ses idées, en récuse d'autres « avec ménagement et sourire ». Saint-Simon épuise ainsi son crédit politique dans l'« affaire du bonnet », où il échoue faute de soutien du Régent sur une question somme toute mineure de préséance des ducs et pairs au Parlement. Il organise par contre avec succès l'éviction, le 26 août 1718 par Philippe d'Orléans, des bâtards hors de l'ordre de la succession, et l'éducation du petit Louis XV est retirée au bâtard duc du Maine : Saint-Simon, organisateur de la débâcle de ses ennemis, pense mourir de joie.
Grand propriétaire foncier, c'est avec l'esprit de l'ancienne noblesse terrienne que Saint-Simon réfléchit en matière économique, et, pour les Finances, il a une image plutôt positive de Law, dont les réformes ruinent surtout les rentiers. Mais il se considère incompétent en cette matière, et lorsque le Régent lui propose de présider le conseil des Finances, il juge plus prudent de se tenir éloigné de ces questions, difficiles dans le contexte budgétaire de la Régence. Il refuse donc cette fonction risquée, qu’il propose (peut-être perfidement) de confier à un de ses ennemis jurés, le duc de Noailles.
La polysinodie est mise en place, mais réunit plus de gens de robe que de grands seigneurs, et ne dure que peu de temps. Il s'implique dans la politique étrangère davantage que dans les finances, mais Emmanuel Le Roy Ladurie estime qu'il n'a « à peu près rien compris à l'intelligente diplomatie de Dubois ».
Il tente d'utiliser son influence dans les nominations au sommet de l'État, mais est finalement peu écouté dans ses propositions hostiles aux parlementaires ou aux jésuites.
Cependant, la polysinodie est rapidement discréditée, et le duc est de plus en plus supplanté par le cardinal Dubois, ancien précepteur du Régent et futur Premier ministre. Mais Philippe d’Orléans lui conserve son amitié et lui prête même en 1719 le château de Meudon, honneur considérable, suivi de plusieurs propositions de postes que Saint-Simon refuse sous des prétextes divers.
Pendant cette Régence, il fait preuve d'un génie finalement plus littéraire que politique, se montre peu apte aux manœuvres politiques, et Philippe d'Orléans ne lui accorde jamais l'importance que lui-même s'attribue dans ses Mémoires. Il n'a probablement pas compris grand-chose à la politique que le Régent mène avec Dubois, et, bien que philippien fidèle, il est « mis au rebut » à son retour de l'ambassade d'Espagne.
La mort du Régent en 1723 met fin à une « régence qui aurait pu être si belle, si utile au Royaume, si glorieuse au Régent ». Et, paraphrasant le duc lui-même, « le Régent mort fut son dernier coup de foudre, qui retrancha jusqu'à l'espérance et à ce vain amusement de la cour. »

#### Ambassade en Espagne
« Deux images pareillement authentiques de soi : l'immuable seigneur qui refuse de composer avec le siècle, et le redoutable héros, subtil et ondoyant »

— Yves Coirault
En 1706, son nom avait été proposé pour le poste d'ambassadeur à Rome, en remplacement du cardinal de Janson. Mais, au dernier moment, une promotion de cardinaux ayant été faite, Louis XIV avait décidé d’envoyer plutôt le tout nouveau cardinal de La Trémoille.

Armoiries de Louis de Rouvroy, Duc de Saint-Simon, Grand d'Espagne.

En 1721, le Régent son ami lui révèle deux projets d'union croisés, entre l'infante d'Espagne et le jeune Louis XV, et entre sa propre fille et le prince des Asturies. Saint-Simon lui demande aussitôt de l'envoyer comme ambassadeur extraordinaire faire la demande solennelle du premier mariage et en signer le contrat. Le duc admire la cour d'Espagne pour son immobilité « quasi conventuelle », son deuil perpétuel et sa piété immuable, mais le motif de sa décision subite est ailleurs : il supplie le Régent d'intercéder auprès de Philippe V pour qu'en récompense la grandesse soit attribuée à son second fils, Armand Jean, marquis de Ruffec (la grandesse offrant en France tous les honneurs accordés aux ducs français). Le Régent accepte.
Le cardinal Dubois est contraint d'accepter la nomination de Saint-Simon, mais espère ainsi ruiner le duc sous le coût financier des frais énormes de cette ambassade. C'est le cardinal qui donne au duc et pair ses instructions, et le duc s'exécute avec beaucoup de déférence, tout en déjouant les pièges dont il se dit convaincu que Dubois lui tend dans l'exécution de l'ambassade : « Il avait résolu, en gardant tous les dehors, de me ruiner et de me perdre ».
Cet épisode doré est son chant du cygne. Il revient Grand d'Espagne, conjointement avec son second fils, mais ruiné : le terme de son séjour est « plus que le nec plus ultra de [ses] finances » et il le fait savoir au cardinal Dubois. Emmanuel Le Roy Ladurie évalue ses frais de déplacement à 800 000 livres, soit près d'un tiers de la fortune du duc.
- → Lettre pleine de déférence au « monstre » Dubois[M 6]
- → Analyse par Saint-Simon de la psychologie du couple royal espagnol, de leurs attentes, et du comportement de la jeune reine de treize ans, juste mariée[M 10]

### Retraite du monde

#### Le désengagement
« Tout le bien possible à faire avorte nécessairement toujours. Cette affligeante vérité […] devient infiniment consolante pour ceux qui sentent et qui pensent, et qui n'ont plus à se mêler de rien. »

— Saint-Simon, Mémoires
En avril 1722, quand il rentre de son ambassade d'Espagne, Dubois est nommé Premier ministre. « Exclu […] du Conseil de Régence, et dégoûté de voir le Régent entièrement livré au cardinal Dubois, Saint-Simon se retirait peu à peu ». En 1723, la mort du Régent le prive de son dernier ami et lui fait perdre tout accès au pouvoir. Il apprend de personnes « haut placées à la cour » qu'il y est maintenant persona non grata.
Il partage alors son temps entre son château de la Ferté-Vidame, où il mène une vie de gentilhomme campagnard, et son hôtel particulier à Paris, au no 218 du boulevard Saint-Germain puis rue du Cherche-Midi, enfin au 102 de la rue de Grenelle,. Les vingt ou vingt-cinq lieues séparant La Ferté de Versailles et de Paris ne représentent guère qu'une journée en chaise de poste, et cette proximité relative lui permet d'apparaître chaque année deux ou trois fois à la cour, car Louis XV pouvait, comme Louis XIV, se trouver « le plus choqué que de ne voir plus les gens retirés, qui avaient un nom ou qui avaient été de sa cour, ou qui avaient été connus de lui ».
Saint-Simon cède sa pairie à son fils aîné en 1728, et ne peut donc plus siéger au Parlement. Il perd toute influence politique, se flatte cependant de voir « toutes les fois qu'il s'y présentait, le cardinal Fleury [successeur de Dubois] en particulier, qui lui parlait souvent d'affaires, parce qu'il savait bien que cela ne pouvait aller loin ni au-delà de ce qu'il voulait ». Il ressent pourtant comme une humiliation de n'avoir pas reçu de réponse après quatre ou cinq lettres : « je n'ai point encore éprouvé de Premier ministre dont je n'aie eu réponse sur le champ ».
- → Saint-Simon explique son désir de rester éloigné de la cour[M 11]

#### Retiré sur ses terres
« Un grand loisir qui tout à coup succède à des occupations continuelles de tous les divers temps de la vie, forme un grand vide qui n'est pas aisé ni à supporter ni à remplir »

— Saint-Simon, Préambule aux Maisons d'Albret, d'Armagnac et de Châtillon
« Avec ses amis et ses livres » qui l'entourent, il se consacre à la rédaction de traités historico-généalogiques, les Notes sur les duchés et pairies, « poussières d'histoire […] réduite en panneau et inachevée », qui préfigurent les Mémoires, en particulier par la Note sur la Maison de Saint-Simon : « Ces courtes notes […] se proposent […] uniquement de faire connaître les personnes et de curieuses miettes échappées ». Il rédige également des traités politiques et tient une correspondance avec les membres du gouvernement et de la cour.
Il lit le Journal de Dangeau, l'annote et, à partir de 1739, rassemble ses notes et s’attelle à la rédaction de ses Mémoires proprement dit. Il achève leur rédaction en 1749, les faisant s’arrêter à la mort du Régent, en 1723.
Il reçoit encore des visiteurs importants, dont le philosophe Montesquieu, qui trouve la conversation de Saint-Simon enchanteresse. Il s'intéresse à l'occultisme, comme en témoignent les nombreux ouvrages consacrés à ces thèmes, trouvés dans sa bibliothèque. Cet intérêt est répandu à cette période (1725-1730), pendant laquelle une inquiétude religieuse se répand dans la société.
Il est soucieux des conditions de vie de ses paysans, et s'intéresse à la mise en valeur de ses domaines, s'inscrivant en cela dans un mouvement général de ces seigneurs grands propriétaires terriens à cette époque.. Il « va mener sur ses terres la vie féconde et utile d'un gentilhomme modernisateur, épris de mise en valeur de ses terres agricoles et soucieux du bien-être de « ses » paysans […] jusqu'à devenir sur le tard maître de forges ».
- → Le boucher du duc de Saint-Simon, persécuté par le fisc[M 12]

#### Sa famille
« J'ai toujours aimé mon nom ; je n'ai rien oublié pour élever tous ceux qui l'ont porté de mon temps ; je n'y ai pas été heureux. »

— Saint-Simon, Mémoires
L'intimité de la vie de famille de Saint-Simon reste à l'arrière-plan dans ses Mémoires.
Il est étonnamment discret sur ses enfants, qui n'apparaissent dans ses écrits que pour leur appartenance à la maison, ou pour des notes sur leurs titres, lorsqu'il obtient pour l'aîné la Toison d'Or et pour le second la grandesse d'Espagne, leur naissance est à peine mentionnée. Dans la Note sur la maison de Saint-Simon, il ne considère probablement pas que ses fils Jacques-Louis et Armand soient « dignes d'être mis sur le chandelier », et ne mentionne que leurs titres. Ils sont encore plus petits que leur père, à tel point qu’on les surnomme les « bassets », et sont une des grandes peines de Saint-Simon. Il semble[réf. nécessaire] que ses fils, moins brillants que lui, n’ont pas même son honnêteté. Le duc a même cette remarque surprenante « je n'avais point de lettres de mon fils, parce que je les brûlais à mesure comme tous papiers inutiles ».
Sa fille Charlotte est née contrefaite, il l'a mariée au prince de Chimay, le mariage restera blanc et Charlotte sera toute sa vie à la charge de ses parents. Sa petite-fille Marie-Christine, « Mademoiselle de Ruffec », fille de son fils Jacques Louis, devient comtesse de Valentinois par son mariage avec Charles-Maurice de Monaco, membre de la maison de Grimaldi.
Il s'attache, pendant les années passées dans ses domaines, à utiliser ce qui lui reste de son influence en faveur de sa famille et de ses proches, car « notre grandeur ne consiste pas toute entière à n'élever que nous seuls, et que nous devons avoir une attention très grande au rehaussement de tout ce qui sort de nous ».
Son épouse meurt le 21 janvier 1743, probablement de la grippe. Elle est inhumée dans l'église de La Ferté-Vidame, où Saint-Simon la rejoint douze ans plus tard. Leur sépulture sera profanée pendant la Terreur. Quand elle décède, il fait redécorer son appartement en son honneur, son cabinet de travail tendu en noir, son lit en gris (couleur de cendres), porte le deuil pendant un an et, par deuil, interrompt la rédaction des Mémoires pendant six mois. Par testament, il ordonne ensuite que leurs deux cercueils soient scellés dans le caveau familial.
Les morts successives de ses fils (Jacques-Louis en 1746, et Armand en 1754) le désolent encore, le laissant désemparé, sans descendance.
Sa sœur, née du premier mariage de son père et beaucoup plus âgée que lui, Marguerite Gabrielle de Rouvroy de Saint Simon (2 décembre 1646 - 28 février 1684) épouse en 1663 Henri Albert de Cossé, 4e duc de Brissac (1645-1699). Tous deux n'ont pas d'enfant. Son portrait fut peint par Mignard et elle fut inhumée à Paris, dans l'église Saint Eustache.
Du mariage de Louis de Rouvroy de Saint Simon avec Marie Gabrielle de Durfort Lorge, naissent trois enfants :
- Charlotte de Rouvroy de Saint Simon (8 septembre 1696 - 27 septembre 1763), mariée le 16 juin 1722 avec Charles de Hénin Liétard, prince de Chimay, comte de Bossut, gouverneur du Luxembourg, lieutenant général des armées du Roi Philippe V d'Espagne, chevalier de l'ordre de la Toison d'or (Bruxelles, 22 août 1675 - Bruxelles, 3 février 1740), sans postérité ;
- Jacques Louis de Rouvroy de Saint Simon, duc de Saint Simon (par donation de son père en 1722), dit de Ruffec, pair de France, brigadier des armées du Roi, capitaine et gouverneur de Blaye, vidame de Chartres, chevalier de la Toison d'or[92] (29 mai 1698 - Paris, paroisse Saint Sulpice, 16 juillet 1746), marié à Paris, Paroisse Saint Sulpice, le 26 mars 1727 avec Catherine Charlotte de Gramont (1707 - Paris, paroisse Saint Sulpice, 21 mars 1755), fille d'Antoine V de Gramont, 4e duc de Gramont, et de Marie Christine de Noailles. Dont une fille :
  - Marie Christine Chrétienne de Rouvroy de Saint Simon, "mademoiselle de Ruffec", grande d'Espagne de première classe (7 mai 1728 - Paris, 15 juillet 1774), mariée à Paris le 10 décembre 1749 avec Charles Maurice de Goyon Matignon de Grimaldi de Monaco, comte de Valentinois (14 mai 1727 - 18 janvier 1798). Sans postérité ;
- Armand de Rouvroy de Saint Simon, duc de Saint-Simon (1746) dit de Ruffec après son frère, grand d'Espagne, maréchal des camps et armées du Roi (1738), capitaine de Pont Saint Maxence, grand bailli et gouverneur de Senlis[93] (12 août 1699 - château d'Angervilliers, 20 mai 1754), marié à Paris le 18 janvier 1733 avec Marie Jeanne Louise Bauyn (1711 - 7 septembre 1761), unique enfant de Nicolas Prosper Bauyn, seigneur d'Angervilliers, secrétaire d'état à la guerre, et de Anne de Maupéou. Sans postérité, il institue sa nièce légataire universelle. Elle hérite notamment de sa grandesse d'Espagne.

#### Adieu au siècle
« Orné du seul éclat de ses vertus, et d'un amas de vertus jamais un instant affaiblies, dans le sein desquelles il est parvenu au plus grand âge, et il est mort dans tout son entier »

— Saint-Simon, Note sur tous les duchés-pairies (à propos du duc d'Épernon)
Les derniers mois de son existence n'ont laissé aucune trace ; il meurt en 1755 âgé de 80 ans, « après avoir survécu à tout et à soi ». Par sa densité pathétique, son testament olographe, en date du 26 juin 1754, est révélateur de son état d'esprit. Ses obsèques sont célébrées à l'église Saint-Sulpice, son sanctuaire paroissial, peut-être les offices étaient assurés par son cousin Claude Charles. Il est inhumé au côté de Marie-Gabrielle dans le caveau familial de l'église Saint-Nicolas de La Ferté-Vidame qu'il fit aménager. Il est impossible de savoir si sa demande de lier solidement les cercueils fut respectée. En 1794, des révolutionnaires profanèrent les cercueils pour en récupérer les plombs et jetèrent les corps dans une fosse commune,.
Il a ressenti douloureusement la vanité de ses efforts politiques, de ses rêves impérieux, de ses haines. « Le renoncement à l'espoir […], l'échec de ses projets et de son existence même, malgré la survie et l'immortalité qu'il est en droit d'attendre de ses travaux […] ne laissent pas de nous le rendre, malgré d'infinies distances, finalement fraternel ». Et c'est justement « de cette égalité d'âme, de cette suite d'un si grand soi-même non interrompue, qu'il se peut dire que cet homme a honoré l'homme et la nature humaine, en faisant voir avec un lustre toujours suivi jusqu'au bout, et toujours tiré de lui-même, tout ce dont elle peut être capable avec l'assistance de Dieu qu'il a toujours craint et servi. ».

## L'idéologie
En échange de l'idéal médiéval et militaire de chevalier, une forme de noblesse civile, ouverte aux non-nobles de naissance, apparaît au XVIIe siècle et Louis XIV favorise cette porosité entre roture et noblesse (« le Roi avait rendu tout peuple »), et Saint-Simon évoque « un règne de vile bourgeoisie ».
De plus, la haute noblesse est contrainte de vivre à la cour, ce qui entraîne « luxe, diminution de biens, vie errante, augmentation de charges ». Elle s'est appauvrie et a été conduite à des « mésalliances qui ont tout empoisonné, défiguré, déshonoré », et se trouve « exclue désormais des alliances du sang royal » au profit des princes étrangers.
Mazarin a formalisé un État royal français, impersonnel, dans lequel le pouvoir monarchique n'est plus la résultante d'une négociation entre le souverain, les grands seigneurs, les parlements, mais se trouve aux mains de ministres. L'opposition des ducs et pairs, dont Saint-Simon est avec Fénelon l'un des principaux théoriciens, regrette la quasi-disparition du « commun consentement » des grands seigneurs autour du roi. Mais au XVIIIe siècle, les nobles ne songent plus à la rébellion.
C'est dans ce contexte d'une mutation du régime monarchique que Saint-Simon développe son idéologie, informellement, à travers l'ensemble de son œuvre. Emmanuel Le Roy Ladurie propose de l'expliciter en l'organisant autour de six « piliers », et Delphine de Garidel considère que Saint-Simon développe une vision morale de l'histoire. Enfin, la conscience religieuse de Saint-Simon est fortement présente dans sa vision aristocratique du monde.

### Des rangs et des symboles
« Seigneur, que de vertus vous me faites haïr ! »

— Saint-Simon, selon un vers de Corneille repris par Ninon de Lenclos
Pour Saint-Simon, l'ensemble de la société est hiérarchisé, « penser c'est classer, […] il est un intégriste de la hiérarchie », chaque individu étant caractérisé par son rang et son mérite.
Pour le duc et pair, « la naissance précède l'existence » et il ne faut pas confondre « les gens nés pour commander avec ceux qui l'étaient pour leur obéir et fort souvent pour les servir ». Il s'élève par exemple contre l'instauration par Louvois du service militaire, dans les cadets, qu'il dénonce comme « un prétexte pour que les plus grands seigneurs soient confondus avec les soldats de fortune, et ce qui était encore pis, avec des gens de peu ».
Sous Louis XIV la noblesse de cour meurt encore souvent aux frontières, malgré une tendance à l'acculturation des nobles comme guerriers, sous l'influence de la civilisation des mœurs que décrit Norbert Elias. Saint-Simon accorde une valeur importante à la dimension militaire, qui contribue au mérite et à la hiérarchie, mais la naissance reste cependant pour lui « un mérite transcendant ». Il s'oppose ainsi aux prétentions du maréchal de Luxembourg lorsque celui-ci se crut assez fort, en raison de ses succès militaires, pour se porter du dix-huitième rang au deuxième rang des ducs et pairs, ce qui aurait fait reculer d'un rang Saint-Simon lui-même, du treizième au quatorzième rang.

Croix de l’Ordre du Saint-Esprit

Les symboles permettent aux rangs plus élevés de se distinguer des rangs inférieurs, la cour devient ainsi un cérémonial et un festival d'abstractions. « Saint-Simon - qui a le compas dans l’œil - tend à penser qu'un manque de respect pour les symboles peut entraîner des conséquences énormes » et relève toute dérive qui modifierait la hiérarchie parmi les ducs et pairs. Il combat surtout pour maintenir la place de cette catégorie au sein de la cour, contestée en dessous par la noblesse malgré « la disproportion de naissance », et, au-dessus, par l'« usurpation » par les bâtards de leur rang de princes du sang et de la pairie.
Le duc en veut surtout aux roturiers ou robins parvenus, particulièrement les secrétaires d'État, roturiers anoblis. Mais il peut être également sévère pour le manque de compétence de la noblesse de son temps, qu'il discernait autour de lui. Il est ainsi capable de mettre en opposition d'une part les mérites d'un roturier fils d'un charcutier de Bayonne mais titulaire de la Toison d'Or (« il aimait l'État et le bien pour le bien, qui est chose devenue bien rare ») et d'autre part un homme « de la meilleure maison » (« mais d'un mérite qui se serait borné aux jambons, s'il fut né d'un père qui en eût vendu »).
La distance entre le sommet de la cour et la masse roturière est considérable. Saint-Simon fait preuve à cet égard de différentes attitudes. Il peut adopter une attitude protectrice ou déplorer sincèrement la misère du peuple. Mais il affiche son mépris pour « la lie du peuple » lorsque des individus issus d'un bas niveau social occupent des emplois élevés, ou « se méconnaissent ». Une anecdote racontée par Saint-Simon est significative à cet égard, lorsque lui-même et le duc de Chevreuse rendent visite au duc de La Rochefoucauld : « quelle fut notre surprise, j'ajouterai notre honte, de trouver M. de La Rochefoucauld seul dans sa chambre jouant aux échecs avec un de ses laquais en livrée assis vis-à-vis de lui ! La parole en manqua à M. de Chevreuse et à moi. M. de La Rochefoucauld s'en aperçu et demeura confondu lui-même […] il balbutia, il s'empêtra, il essaya des excuses de ce que nous voyions, il dit que ce laquais jouait très bien, et qu'aux échecs on jouait avec tout le monde […]. Dès que nous fûmes dehors nous nous dîmes, M. de Chevreuse et moi, ce que nous pensions d'une rencontre si rare ».

### Une société d'ordres
« Il montrait en tout un amour pour les formes anciennes et pour que chacun et que chaque chose fût en son ordre »

— Saint-Simon, Collections sur feu monseigneur le Dauphin
La société étant hiérarchisée, Saint-Simon souhaite le retour à une situation antérieure mais idéalisée, d'une société d'ordres (et non pas de classes), où la hiérarchie sociale s'établit selon la dignité accordée à la fonction des individus.
Dans cette vision, au sommet de cette hiérarchie idéale se trouve le roi, puis la famille royale (les fils et petits-fils de France), puis les princes du sang, les ducs et pairs, enfin seulement viennent les trois états (clergé, noblesse et Tiers). Les grands seigneurs y ont alors le monopole du pouvoir, autour du roi, et commandent à la noblesse.
Chaque ordre est organisé, les rangs sont numérotés et Saint-Simon occupe la treizième place parmi les ducs et pairs.
Au sein des ordres des trois états, le classement doit être établi selon le mérite, et non pas par l'argent, et Saint-Simon proscrit également la vénalité et la transmission héréditaire des charges. Restaurer l'autorité des Grands sur la noblesse, permettrait de conférer les charges aux nobles méritants et d'en éliminer les roturiers.
Mais Louis XIV transgresse la hiérarchie naturelle : il a légitimé les bâtards, il les a ensuite faits pairs de France, et enfin leur a donné la préséance sur tous les autres pairs. Et le Roi poursuit également le changement entrepris par Mazarin, et met en place progressivement une société de classes, où la hiérarchie sociale dépend de la production de biens, matériels ou intellectuels. Le roi anoblit des artistes, des gens de lettres ou de professions libérales, et proclame même la dignité du grand commerce de terre et de mer. Alors Saint-Simon s'acharne sur la noblesse de fonctions : légistes, médecins, chirurgiens, peintres, architectes.
Or la fonction de duc et pair est depuis longtemps une fonction vide, et Saint-Simon n'a pas non plus obtenu de charges militaires ou gouvernementales qui l'intégreraient à la hiérarchie qui se met en place. Il souffre de son propre « néant », et il y a dans ce projet de réforme, et cette vision de la société qui lui correspond, beaucoup de rancune et de rancœur.

### Le renoncement
« On ne peut nier […] que les aumônes qu'ils faisaient chaque année, et avec un singulier discernement, sont incroyables d'un particulier. C'est ainsi qu'ils surent se faire des protecteurs et des amis qui les reçussent dans les tabernacles éternels. »

— Saint-Simon, Grandes charges
Dans ses Mémoires, Saint-Simon présente et commente longuement de nombreux exemples d'aristocrates se retirant de la vie curiale, des affaires et du siècle. Le renoncement vise à « mettre un pieux intervalle entre la vie et la mort », mais sans pour autant oublier que le ciel est hiérarchisé comme la terre.
Pour Saint-Simon, la tradition chrétienne de renoncement au monde s'incarne et s'illustre en la personne de Rancé, mondain converti, proche du duc, qui appelle l'abbé « ma boussole ». Il éprouve une séduction pour cette retraite, qui signifie pour lui non pas un retrait du monde mais une mise à distance mondaine pour peindre ce monde et discerner la vérité des apparences, ce qui est le projet des Mémoires.
Mais, dans l'esprit courtisan, tout retrait de la vie curiale implique une condamnation latente par le Roi, avec le soupçon d'incompatibilité, d'antagonisme, ou encore « de commerce d'intrigues et d'affaires », ou même de jansénisme. Se retirer, c'est donc perdre à la cour son statut social et mondain, et Saint-Simon tente par exemple de dissuader Beauvillier de quitter les affaires, en arguant que cela constituerait « un repos anticipé hors de place, de temps et de saison, une usurpation de retraite, un synonyme de prévarication ».
Les motifs du renoncement peuvent être multiples et complexes : « volonté royale, intrigues politiques, fatigue ou dégoût, âge ou rappel religieux, voire caprice inexplicable », mais Saint-Simon donne au renoncement un sens moral ou religieux. Le sublime de cette conduite correspond à des modèles antiques, et couronne une carrière bien remplie car l'expérience de la retraite sert de révélateur des âmes.
- → Cas édifiant de renoncement par le chancelier de Pontchartrain[M 13]
- → Louis XIV irrité par un renonçant[M 14]

### Le naturel et le sacré
La théologie est, selon Saint-Simon, corrélée à l'anthropologie pour réfuter les théories égalitaires : « L'Écriture et les Pères m'apprennent qu'il y a une véritable gradation dans le ciel ». La hiérarchie terrestre est elle aussi d'origine divine, qu'elle prolonge, alors que Louis XIV « ne voulait de grandeur que par émanation de la sienne ».
À Versailles, le plus grand caractère du Roi est d'être « l'image de Dieu jusque dans la distinction des états par ordres et genres différents », où il maintient les gradations à l'image des gradations célestes. Le roi fonctionne comme une manière de saint en sa qualité d'oint du Seigneur, et Saint-Simon critique une dévalorisation par Louis XV de la cérémonie du couronnement et de la sacralité monarchique. Ainsi, « hiérarchiser, c'est sacraliser » et par exemple l'ordre du Saint-Esprit exalte à la fois la numérotation des hommes et le sacré.
Pourtant le roi n'a pas la capacité de modifier le caractère essentiel d'un homme, qui lui vient de la nature ou de Dieu par sa naissance. Le roi « ne peut faire les hommes ce qu'ils ne sont pas de naissance », il peut anoblir, mais ne crée pas de nobles, et surtout il ne peut faire que ses enfants illégitimes soient les héritiers de la Couronne : les bâtards « ne peuvent devenir faute d'être par eux-mêmes ».

### Le pur et l'impur
« D'une simplicité dégénérée en malpropreté extrème, M. de Vendôme avait eu l'art de se faire une grandeur personnelle […] mais, comme tout enfin s'établit de l'un à l'autre par mode et par habitude, celle-là prévalut sur tout le monde »

— Saint-Simon, Note sur tous les duchés-pairies - duc de Vendôme
Pour Saint-Simon, le caractère sacré de la hiérarchie sociale rend celle-ci incompatible avec l'impur.
Son obsession de la pureté concerne d'abord les « souillures symboliques et héréditaires du sang » que sont l'adultère et l'illégitimité. Dans ces domaines, l'impur salit aussi la descendance et même tous ceux qui le touchent, et « le bâtard Maine, le pro-bâtard Dubois et le pro-Dubois Noailles », qui sont aussi les trois « vilains fondamentaux » de Saint-Simon, en sont donc atteints, de proche en proche. Mais sa haine ne se limite pas aux bâtards royaux, elle atteint aussi tous les bâtards de l'aristocratie française et européenne.
L'impureté selon Saint-Simon peut être également d'origine sociologique. Elle s'attache alors aux « vilains », descendance anoblie de bourgeois ou de paysans, ou à des fonctions qui sont celles de la « lie du peuple » (femme de chambre, cuisinier…). L'homosexualité est également impure selon le duc, et la saleté excessive du duc de Vendôme (due à « un tabac démesuré ») s'ajoute à celles de ses mœurs et de son ascendance. Le mérite, particulièrement la valeur militaire, peut cependant venir compenser partiellement ces défauts.

### Être ou avoir
« Ce n'est pas qu'il y ait du bonheur, ni qu'on s'imagine que la vraie béatitude soit d'avoir de l'argent qu'on peut gagner au jeu […] : on n'en voudrait pas s'il était offert »

— Pascal, Pensées, no 139
La hiérarchie selon les ordres, à laquelle Saint-Simon rêve de revenir, consacrerait les valeurs supérieures de l'être. Saint-Simon admiratif évoque ainsi la figure de Fénelon « un homme de qualité qui n'avait rien » et qui « mourut sans devoir un sou et sans nul argent » : ce dénuement d'un grand seigneur dans les fastes de Versailles est l'indice d'un être pur.
Cette société d'ordres, idéalisée, s'oppose à une société de classes, hiérarchisée selon une échelle liée à la possession ou à la production de biens et d'argent, caractérisant la « vile bourgeoisie ». Ces valeurs bourgeoises sont récompensées dans la société de classe, que développe Louis XIV, après Mazarin, par la mise en place puis l'anoblissement de ministres roturiers. Mais le roi ne fait pas des nobles, il ne fait qu'anoblir, la noblesse est essentielle et Saint-Simon proscrit la vénalité des charges qui conforte ce règne de la bourgeoisie en substituant un classement par l'argent au classement par le mérite.
À Versailles les courtisans, éloignés de leurs domaines, n'ont plus d'autre activité économique que le jeu, omniprésent dans les Mémoires. Saint-Simon condamne le jeu non pas pour sa fonction de divertissement, profondément ancrée dans l'idéal aristocratique, mais « parce qu'il développe l'avarice qui paralyse l'exercice supérieur de l'être au profit des plaisirs mesquins de l'avoir ».
Saint-Simon ne joue pas, mais il se ruine dans sa fonction de duc, pour une ambassade à la cour d'Espagne, dans l'espoir d'obtenir une dignité pour ses fils. L'idéal de Saint-Simon en la matière, est de faire « belle, mais sage dépense ».

### La politique par les cabales
« Ces vérités n'étaient que le fruit des persuasions et de voilements […] qui le gouvernaient par une autorité de persuasion jusque contre ses propres idées qui tenait pour ainsi dire du charme et du surnaturel »

— Saint-Simon, Mariage du fils de M. le prince de Rohan
La cour n'a pas le pouvoir, mais c'est en son sein qu'on peut le mieux l'observer et influer pour son profit .
Selon Emmanuel Le Roy Ladurie, Saint-Simon contribue par ses observations à une « science politique » de l'Ancien Régime, où existaient de nombreuses coteries, factions, camarillas, sodalités, voire des partis véritables. À la cour, les cabales sont des constructions visant à obtenir pouvoir, prestige, argent, nominations : « former et diriger une puissante cabale […] pour son intérêt propre, premier mobile, ou plutôt unique, de tous les grands mouvements des cours ». Le mémorialiste est en effet convaincu que l'intérêt est le mobile majeur des actions humaines : « l'intérêt, qui souvent est préféré à tout autre sentiment » et « le sort des choses publiques est presque toujours d'être gouvernées par des intérêts privés ».
L'étude des cabales est donc l'objet essentiel de l'histoire selon le mémorialiste, qui reproche au P. Daniel, qui a publié en 1723 une histoire de France, d'avoir négligé cet aspect au profit des batailles. Il fait le même reproche au Journal du marquis de Dangeau : « une gazette sans aucun raisonnement, en sorte qu'on n'y voit que les événements avec une date exacte, sans un mot de leur cause, encore d'aucune intrigue ni d'aucune sorte de mouvement de cour ». Il complétera et annotera ce Journal pour préparer ses Mémoires, lui qui est « au fait de l'intérieur et des diverses machines d'une cour ».
Lorsqu'il décrit les cabales à la cour, Saint-Simon reste dans sa vision hiérarchique et généalogique, à partir de la maison royale. Il identifie ainsi trois cabales constituées autour de Mme de Maintenon, de Monseigneur, fils de France et Dauphin, et du duc de Bourgogne, petit-fils de France. Il tente lui-même d'en monter une, visant à marier la fille du duc d'Orléans avec la petite-fille de Louis XIV, dans l'espoir d'en obtenir une amélioration de sa propre position.
Saint-Simon donne de ces cabales une vision « moléculaire », dans laquelle les individus, d'accord sur l'essentiel, sont reliés entre eux par des liens divers (amitié, parenté, intérêt…) et s'opposent par antagonisme aux participants des autres cabales. Il décrit le fonctionnement interne de ces groupes par des analogies avec les horloges et le billard : il s'agit de faire agir les personnages, de leur faire prendre les décisions que souhaite le « manipulateur » mais en leur faisant croire qu'ils le font de leur propre initiative et selon leur intérêt.
- → Terribles cabales autour du mariage du fils de M. le prince de Rohan[M 15]

### Généalogie et hypergamie
« Des maisons considérables et anciennes [conservées] dans leur splendeur entière par des alliances égales à peu près et par une suite de mères qui décoraient beaucoup la généalogie paternelle »

— Saint-Simon, Mariage du fils de M. le prince de Rohan
L'investigation, voire l'inquisition généalogique que pratique fréquemment Saint-Simon, œuvrent à une idéologie et à une croyance d'un univers de l'harmonie, « poésie de l'ordre ». L'origine est essentielle, et la généalogie est un récit de l'origine du nom, elle est capitale dans la définition d'un homme. Son idéologie pseudo-historique, à la mesure de ses refus et de ses obsessions, sa nostalgie d'une société ancienne idéalisée, reposant entièrement sur ses lignages, nient les mésalliances et le mélange des couches sociales, qui sont de toutes les époques.
Saint-Simon amplifie les préjugés nobiliaires et le moindre rapprochement marital tant soit peu « démocratique » est selon lui source de décadence. Pour que tout se soutienne, il faut « une justice réciproque, et cet état certain de chacun fondé sur la réalité effective de son état [qui] conservait alors les grandes maisons et les maisons considérables et anciennes, mais inférieures, et ainsi toutes par étages, dans leur splendeur entière ».
Une hiérarchie existe : princes, ducs, noblesse d'épée, robins, roture, elle est partagée par l'ensemble de la société pour apprécier l'hypergamie des mariages dissymétriques, mais Saint-Simon établit de plus une nette séparation entre « épée » et « robe ». Pour Saint-Simon comme pour ses pairs, l'écart de condition entre les époux risque surtout de les conduire à des catastrophes, car le sang noble possède une qualité supérieure et indélébile, et seul le lignage paternel permet d'assurer la transmission de cette qualité. Les mésalliances par hypergamie féminine menacent ces familles qui étaient jusque-là parvenues à conserver leur considération en se préservant de l'hypergamie, en particulier féminine.
La généalogie tient également une grande importance pour la revendication de son rang : revêtu de sa duché-pairie, il « se commémore magnifiquement drapé de sa dignité séculaire, grand attracteur de l'Histoire promis comme tel à l'immortalité. »
Louis de Saint-Simon marque un intérêt constant pour la généalogie tout au long de sa vie, par son éducation, ses écrits et ses lectures. Sa bibliothèque comporte de nombreux ouvrages généalogiques. À cette époque, la généalogie est une discipline majeure pour tout gentilhomme qui sait son monde, et ce goût correspond à un fait de société important dans l'aristocratie.

### La morale de l'histoire
« Cette reine postiche, depuis tant d'années publiquement et à découvert toute-puissante et régnante, se vit briser comme le plus faible roseau, injuriée, insultée, arrêtée, livrée à la rigueur des frimas de décembre, à l'horreur de la nuit, à l'incertitude des chemins, à la nudité de toutes choses […] On se dispensera des immenses réflexions »

— Saint-Simon, Note sur tous les duchés-pairies - Princesse des Ursins
Un Dieu vengeur exerce une justice immanente, sur les peuples et sur les individus : l'Esprit-Saint a choisi de « voiler et de figurer les plus grandes choses sous des événements en apparence naturel, historiques » et il lui a plu « de se servir [de l'histoire] pour l'instruction de ses créatures et de son Église ».
Saint-Simon historien nomme constamment le bien et le mal, en particulier le mensonge et l'ignorance, causes de la décadence du Royaume et qui le mènent à sa perte. De la même manière, une mort plus ou moins sereine est le reflet d'une vie dissolue par le vice et la fausseté. L'histoire, ou la vie d'un homme, sont en elles-mêmes éloquentes. Il n'est donc pas nécessaire de moraliser, et Saint-Simon n'énonce pas les règles d'une morale universelle : il montre simplement les événements comme le résultat de l'enchaînement des causes et la conséquence des profils psychologiques. Léo Spitzer observe une traduction grammaticale de ce rattachement des faits historiques aux dispositions psychiques.
Le cardinal Dubois, l'un des « monstres », est , et Saint-Simon souligne l'origine divine de cette mort honteuse : « mais enfin Dieu y a pourvu ». Le marquis de Maisons, de petite noblesse de robe, qui trahit post mortem la confiance du Roi (et qui eut, accessoirement, un contentieux avec le duc) paie cette conduite par une mort prématurée (« impie foudroyé »). Sa femme et son fils unique sont également frappés par le châtiment divin qui touche le marquis.
Saint-Simon consacre un traité à la comparaison des trois rois Louis XII, Henri IV et Louis XIV, de leur vie et de leur mort « différences infinies dans la mort des trois rois », celle-là expliquant celle-ci « ce sont des vérités qui tonnent d'elles-mêmes, et qu'il ne m'est pas permis de retenir ici captives ». Louis XIV, si personnel qu'il fit passer « le Roi avant l'État », mourut ainsi déserté par « l'infâme épouse, le factieux bâtard pour le nommer modérément, des deux cardinaux et du confesseur dès qu'ils n'eurent plus rien à tirer de ce roi mourant ».
Dans une perspective historique, c'est l’œuvre de Mazarin qui est à l'origine de la décadence du royaume, et produira sa perte.
- → Une belle mort récompense une vie vertueuse[M 16]
- → Une mort prématurée sanctionne une trahison détestable[M 17]

### La politique et la religion
Saint-Simon navigue avec astuce entre le jansénisme, son inclination intime, et les jésuites, ses ennemis.
Selon Emmanuel Le Roy Ladurie, Saint-Simon « prend son miel à Port-Royal » et en particulier adhère profondément aux valeurs du renoncement, prêchées par Port-Royal. Des aristocrates se retirent de la vie curiale, des affaires et du siècle. Mais, si le renoncement n'est cependant en rien contraire à l'esprit hiérarchique dans la conception des auteurs jansénistes qu'a lus Saint-Simon (Quesnel, Abbadie, Duguet). Sa sympathie pour Port-Royal renforce celle qu'il éprouve déjà pour la Trappe, « comme si s'accomplissait en elle ce qu'il y avait de meilleur en Port-Royal », mais il refuse cependant son adhésion au jansénisme, par opposition à tout parti, d'Église comme d'État. Il calque en cela son attitude sur celle de l'abbé de Rancé.
Je ne suis pas janséniste […] je suis attaché intimement, et plus encore par conscience que par la plus saine politique, à ce que très mal à propos on connaît sous le nom de libertés de l'Église gallicane […]
Je suis persuadé que les jésuites sont d'un excellent usage en les tenant à celui que saint Ignace a établi..

D'autre part, les jésuites s'opposent aux jansénistes sur deux autres aspects politiques fondamentaux pour Saint-Simon : les jésuites sont ultramontains et promeuvent les valeurs du mérite dans l'organisation de la hiérarchie sociale ; les jansénistes sont gallicans et considèrent la hiérarchie sociale comme l'effet de la grâce divine. Les jésuites se mêlent des affaires du monde jusqu'à perturber l'ordre établi, alors que les jansénistes ne se mêlent que de préparer à la mort.

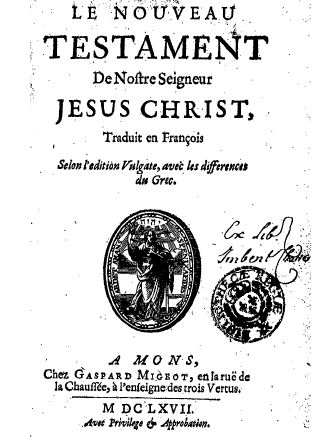
Nouveau Testament par Lemaistre de Sacy en 1667.

Saint-Simon reste distant également de Fénelon et de la « coterie des vertueux » (Chârost, Chevreuse, Beauvillier) qui entoure le duc de Bourgogne, sur le conseil de l'abbé de Rancé, et aussi en raison de la proximité de l'évêque avec Mme de Maintenon et les jésuites. Cependant, ses sentiments envers Fénelon évoluent, et se terminent peut-être sur un regret de ne l'avoir pas fréquenté davantage.
Mais Louis XIV, dont le confesseur (le P. Tellier) est jésuite, se méfie des jansénistes et protège la Compagnie qui bénéficie également de puissantes protections au sein des grandes cabales de la Cour. Saint-Simon est donc prudent dans ses actions et sa correspondance, mais « crypto-janséniste » et anti-jésuite obsessionnel dans ses écrits, qu'il destine à n'être publiés qu'après sa mort. Lors de la révocation de l'édit de Nantes, Saint-Simon réprouve la politique de Louis XIV, en regrettant non pas les dragonnades, mais surtout les parjures et les sacrilèges qui ont rempli le royaume, et il accepte finalement d'appliquer les édits dans son fief.
Dans sa vision strictement hiérarchique de la cour et de la société, l’Église catholique reste une sorte d'église d'état (c'est-à-dire non ultramontaine), mais ses convictions gallicanes et ses sympathies pour Port-Royal n'emportent pas une adhésion au jansénisme. Il n'a aucune opposition envers les huguenots, luthériens, protestants, et reste en bons termes avec des parents de sa femme émigrés outre-manche pour cause de protestantisme. Il suffit que ces différentes églises restent à la fois nationales et chrétiennes, et il demeure hostile à toute attitude d'intolérance à leur égard.
Il prend modèle sur l'abbé de Rancé pour demeurer au milieu, ou éloigné, des querelles religieuses, le « triangle des Bermudes que sont, trio fatal » les jésuites, le quiétisme et le jansénisme.
- → Dernier portrait de Fénelon par Saint-Simon, admiratif[M 18]
- → Position sur le jansénisme, destinés à l'abbé de la Trappe en 1718[M 19]
- → Autre explication, postérieure, sur sa position entre les jansénistes et les jésuites, peu conciliable[137] avec la précédente[M 20]
- → Les voies du renoncement : exemples édifiants de Chavigny et Canisy, anciens évêques de Troyes et de Limoges[M 21]

### La conscience religieuse
« Ah ! pour être dévot, je n'en suis pas moins homme »

— Molière, Le Tartuffe
Selon Emmanuel Leroy-Ladurie, « les attitudes de Saint-Simon vis-à-vis de la religion ne sont pas concordantes avec ses attitudes en politique ». Durant toute sa vie, Saint-Simon est resté proche de la Trappe, en relation épistolaire avec l'abbé de Rancé puis avec son successeur.

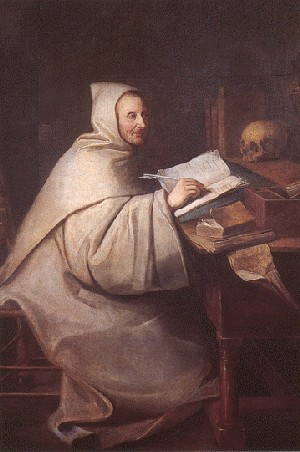
L'abbé de Rancé

Il apparaît rigoriste et dévot, et la religion semble être pour lui concrète, de nature presque juridique, comme « une chose nécessaire et contrariante », ce qui l'éloigne de l'esprit d'enfance et du mysticisme de Fénelon : les ducs vertueux et Fénelon ne l'accueilleront jamais dans leur petit groupe, réuni autour du duc de Bourgogne (« sur leur gnose ils ne m'en parlaient pas […] j'étais l'unique non-initié en leur gnose »), et dont il souligne cependant la vertu. Lui reste insensible aux subtilités du mysticisme, et n'adhère pas à une doctrine du Pur Amour qu'il considère impraticable et que seuls les connaisseurs initiés savaient apprécier. Il est plus sensible à un christianisme personnel nourri de méditations sur la mort et les fins dernières (celui de l'abbé de Rancé) que pénétré d'oraisons mystiques (comme Fénelon). Au-delà d'une différence de sensibilité religieuse, il suit également Rancé pour s'opposer à Fénelon sur une controverse théologique.
« Un saint selon le monde, un saint qui a de l'humanité, voilà l'idéal de Saint-Simon », complété par une inclination pour une certaine forme de renoncement presque janséniste. La religion est omniprésente dans le formalisme curial, l'athéisme brut reste peu répandu, et Saint-Simon est convaincu que les athées sont « une espèce particulière d'insensés bien plus rare qu'on ne croit ». Il explique par un rejet de Dieu l'évolution des mœurs, que la mort de Louis XIV favorise, et tente de ramener le duc d'Orléans à une vie plus conforme à un monde sacralisé, mais sans parvenir à le comprendre : « je n'ai jamais pu démêler le système qu'il pouvait s'être forgé, et j'ai fini par demeurer persuadé qu'il flottait sans cesse sans s'en être jamais pu former. Son désir passionné, comme celui de ses pareils en mœurs, était qu'il n'y eût point de Dieu ». Ainsi, lorsque le duc d'Orléans se vante, devant le monde, d'avoir lu Rabelais de peur de s'ennuyer pendant les matines et les trois messes de Noël où il accompagnait le Roi, Saint-Simon considère qu'il s'agit en fait d'une posture, pour « faire l'impie et le bon compagnon » puisque « la musique de la chapelle était de quoi l'occuper le plus agréablement du monde sans avoir recours à Rabelais ».
Dans une vision péjorative, Roger Judrin suggère que, « s'il se précipite en Dieu, ce n'est pas, comme l'abbé de Rancé, sur le cadavre d'une duchesse, [mais] c'est qu'il n'a pas été, dans l'ordre du tableau, nommé brigadier. Il veut que Jésus-Christ le console de Louis XIV », mais ajoute malgré tout : « C'est déjà quelque chose que de soupirer après un cloître dont on n'est pas digne ».

### Fonctions
- Vidame de Chartres
- Pair de France
- Bailli et gouverneur de Senlis
- Capitaine et gouverneur de Blaye
- Capitaine de Pont Saint Maxence
- Mestre de camp de cavalerie (1693)
- Membre du conseil de Régence (1715)
- Ambassadeur en Espagne (1721-1722)[140]

### Distinctions
- Grand d'Espagne de première classe (1722)
- Chevalier des ordres du Roi (1728)

## Œuvres de Saint-Simon

### Mémoires
La première édition intégrale des Mémoires conforme au manuscrit original, réalisée par Adolphe Chéruel en 1856, est disponible en ligne. L'édition courante est celle réalisée par Yves Coirault, en huit volumes, pour la bibliothèque de la Pléiade des Éditions Gallimard :
1. Saint-Simon, Mémoires (1691-1701), Paris, Éditions Gallimard, coll. « Bibliothèque de la Pléiade » (no 69), 1983, 1664 p. (ISBN 2-07-010958-5)
  - Yves Coirault, Introduction générale, p. I-LXXI
  - Yves Coirault, Chronologie sommaire, p. LXXXI-XCVI
  - Yves Coirault, Les résidences de Saint-Simon, p. XCIX-C
  - Yves Coirault, Note sur l'édition, p. CI-CVI
  - Saint-Simon, Additions au Journal de Dangeau, p. 929-1156
  - Yves Coirault, Notes et variantes, p. 1159-1642
2. Saint-Simon, Mémoires (1701-1707), Paris, Éditions Gallimard, coll. « Bibliothèque de la Pléiade » (no 77), 1983, 1706 p. (ISBN 2-07-011001-X)
  - Saint-Simon, Additions au Journal de Dangeau, p. 1001-1173
  - Yves Coirault, Notes et variantes, p. 1182-1683
3. Saint-Simon, Mémoires (1707-1710), Paris, Éditions Gallimard, coll. « Bibliothèque de la Pléiade » (no 84), 1984, 1650 p. (ISBN 2-07-011010-9)
  - Saint-Simon, Additions au Journal de Dangeau, p. 1045-1150
  - Yves Coirault, Notes et variantes, p. 1155-1631
4. Saint-Simon, Mémoires (1711-1714), Paris, Éditions Gallimard, coll. « Bibliothèque de la Pléiade » (no 95), 1985, 1546 p. (ISBN 2-07-011011-7)
  - Saint-Simon, Additions au Journal de Dangeau, p. 921-1050
  - Yves Coirault, Notes et variantes, p. 1053-1524
5. Saint-Simon, Mémoires (1714-1716), Paris, Éditions Gallimard, coll. « Bibliothèque de la Pléiade » (no 110), 1985, 1724 p. (ISBN 2-07-011012-5)
  - Saint-Simon, Additions au Journal de Dangeau, p. 911-1114
  - Yves Coirault, Notes et variantes, p. 1121-1704
6. Saint-Simon, Mémoires (1716-1718), Paris, Éditions Gallimard, coll. « Bibliothèque de la Pléiade » (no 130), 1986, 1488 p. (ISBN 2-07-011013-3)
  - Saint-Simon, Additions au Journal de Dangeau, p. 885-992
  - Yves Coirault, Notes et variantes, p. 995-1460
7. Saint-Simon, Mémoires (1718-1721), Paris, Éditions Gallimard, coll. « Bibliothèque de la Pléiade » (no 150), 1987, 1636 p. (ISBN 2-07-011014-1)
  - Saint-Simon, Additions au Journal de Dangeau, p. 865-974
  - Yves Coirault, Notes et variantes, p. 977-1609
  - Yves Coirault, Le lit de justice (26 août 1718), p. 1609-1611
8. Saint-Simon, Mémoires (1721-1723), Paris, Éditions Gallimard, coll. « Bibliothèque de la Pléiade » (no 350), 1988, 1884 p. (ISBN 2-07-011015-X)
  - Saint-Simon, Additions au Journal de Dangeau, p. 667-709
  - Yves Coirault, Notes et variantes, p. 713-1099

### Autres textes
- Saint-Simon, Traités politiques et autres écrits, Paris, Éditions Gallimard, coll. « Bibliothèque de la Pléiade » (no 431), 1996, 1856 p. (ISBN 2-07-011370-1)Rassemble une grande partie des écrits en dehors des Mémoires. La correspondance n'est pas publiée, pour une publication ultérieure.
  - Yves Coirault, Introduction, p. IX-XXXII
  - Saint-Simon, Brouillons des projets, p. 3-41
  - Saint-Simon, Mariage du fils de M. le prince de Rohan, p. 81-96
  - Saint-Simon, Projet de rétablissement du royaume de France, p. 97-120
  - Saint-Simon, Collections sur feu monseigneur le Dauphin, p. 121-136
  - Saint-Simon, Vues sur l'avenir de la France, p. 329-347
  - Saint-Simon, Mémoire succinct sur les formalités […], p. 137-306
  - Saint-Simon, Mémoire sur l'intérêt des princes du sang à empêcher tout agrandissement des enfants légitimés des rois, p. 621-752
  - Saint-Simon, Préambule aux Maisons d'Albret, d'Armagnac et de Châtillon, p. 837-839
  - Saint-Simon, Sur les élites sociales du royaume, p. 840-865
  - Saint-Simon, Légères notions des commandeurs, chevaliers et grands officiers de l'ordre du Saint-Esprit, p. 866-939
  - Saint-Simon, Grandes charges, p. 940-1012
  - Saint-Simon, Matériaux sur les qualités prises par M. de Soubise de prince et d'altesse sérénissime, p. 1335-1347
  - Saint-Simon, Parallèle des trois premiers rois Bourbons, p. 1013-1333
  - Yves Coirault, Notes, p. 1531-1791
- Saint-Simon, Mémoires (extraits) et œuvres diverses, Paris, Éditions Gallimard, coll. « Folio classique », 1993, 612 p. (ISBN 2-07-038644-9)
  - Yves Coirault, Préface, p. 7-13
  - Saint-Simon, Lettre anonyme au Roi (avril 1712), p. 343-391
  - Saint-Simon, Préambule aux maisons d'Albret, d'Armagnac et de Châtillon (1737), p. 432-433
  - Saint-Simon, Matériaux pour servir à un mémoire sur l'occurrence présente (août 1753), p. 438-439
  - Yves Coirault, Notes, p. 446-595
- Saint-Simon, Les Siècles et les jours. Lettres (1693-1754) et Note « Saint-Simon » des Duchés-pairies, etc., Paris, Éditions Honoré Champion, 2000, 1064 p. (ISBN 978-2-7453-0251-9), textes réunis et commentés par Yves Coirault, préface d'Emmanuel Le Roy Ladurie
  - Emmanuel Le Roy Ladurie, Préface, p. VII-XVII
  - Yves Coirault, Introduction, p. 1-10 et 675-680
  - Saint-Simon, Lettres de Saint-Simon et Appendices I et II, p. 15-622
  - Saint-Simon, Lettre anonyme au Roi (avril 1712), p. 623-674
  - Saint-Simon, Note sur la Maison de Saint-Simon, p. 681-906
  - Saint-Simon, Notes sur tous les duchés-pairies (Extraits), p. 907-942
  - Saint-Simon, Obsèques de la Dauphine-Bavière, p. 943-962
  - Saint-Simon, Projet de continuation du Père Anselme, p. 963-968
  - Saint-Simon, Adieu au siècle, p. 969-970
- Saint-Simon, Hiérarchie et mutations : Écrits sur le kaléidoscope social, Paris, Éditions Honoré Champion, 2002, 424 p. (ISBN 978-2-7453-0545-9), textes réunis et commentés par Yves Coirault.
- Louis de Rouvroy de Saint-Simon (préf. Édouard Drumont), Papiers inédits du duc de Saint-Simon : Lettres et dépêches sur l'ambassade d'Espagne, Paris, A. Quantin, 1880, 411 p. (BNF 34080751, lire en ligne sur Gallica)

## L'écrivain

### L'œuvre
« Chant profond d'une œuvre qu'il faut écouter de fort près et en faisant silence, où la Cour, ses intrigues et ses jeux ne sont qu'un décor, et dont la résonance, le sens et peut-être les plus grandes beautés sont d'ordre religieux »

— J. Cabanis
Il ne nous reste qu'une partie des dizaines de milliers de pages que Saint-Simon a écrites, et de cette masse aucune page n'était destinée à être publiée de son vivant : un ensemble de notes, de mémoires, de lettres, d'annotations, d'ébauches, d'écrits de circonstance, où « on est tenté de voir des idées qui attendent leur forme », et les Mémoires. Tous les écrits du mémorialiste furent confisqués par Étienne-François de Choiseul et furent placés au dépôt des affaires étrangères. Il fut estimé que l'œuvre est prolifique au point que des estimations vont jusqu'à spéculer les 40 000 pages écrites mais cet ensemble peut comprendre de nouveaux tirages. La correspondance en revanche n'a pas été rassemblée et souffre de nombreuses pertes. L'œuvre de Saint-Simon fait partie de ce que Marc Fumaroli désigne comme une « littérature des gens d'esprit » qui a ses traits et ses genres propres. Elle appartient à cette littérature d'amateurs très doués, dont une caractéristique déroutante est la publication longtemps différée, et l'université a longtemps éprouvé des difficultés à la situer.
Témoin capital, Saint-Simon décrit les coulisses du pouvoir politique, révèle les intrigues et les ambitions de personnages historiques ou d'inconnus promis à l'oubli. Il fait part de ses réflexions, de son idéologie politique et de sa pensée historique. Il abonde en portraits, anecdotes, généalogies, chroniques, conversations, commentaires, qui se succèdent en un ensemble disparate. Les multiples facettes, la complexité de la personnalité de Saint-Simon apparaissent, « entre le souverain mépris de ce qui se passe (le « néant du monde », le « rien du tout ») et l'attachement passionné aux grandeurs temporelles ».
Mais Saint-Simon est « d'ensemble », et derrière ce disparate de la forme et cette complexité se trouvent une idéologie et une pensée très constantes, formées « d'antagonismes majeurs comme d'infinies variantes de cet unique topos : l'Usurpation éternelle » : c'est le point de vue moral qui donne son unité à l’œuvre. Après son « renoncement », seul avec lui-même et décidément supérieur à l'adversité, l'écriture console et transforme en destin sa fortune, ou son infortune, dans un rêve d'inaliénable grandeur.

### Le style
« On pense à un Rembrandt furieux »

— Cioran, Anthologie du portrait
Le style de Saint-Simon est certainement le reflet de l'éloquence telle qu'elle est conçue à la cour, où une culture de la parole s'est développée, aussi artiste et raffinée que la culture du chant. Il écrit dans un dialecte dru, celui de la conversation de cour, parlé dans son milieu des grandes familles aristocratiques Dans ses portraits, il évoque lui-même la parole de ses personnages par des traits tels qu'une éloquence douce, des tours charmants, une voix touchante, une expression particulière, par quoi « tout coulait de source, tout persuadait ».
Ce style garde cependant un naturel (« ce sont des choses qui coulent brusquement de ma plume ») dû aux racines que ces familles conservent « en province par leurs terres, dans le peuple par leur nombreuse domesticité, dans la tradition orale par leur mémoire généalogique ». Le dédain aristocratique du pédantisme (le duc et pair va jusqu'à parler, à propos de Louis XIV, du « Roi, sa vieille et son bâtard ») lui donne un discernement très sûr pour préférer « au français d'académie ou d'administration un français succulent et de vieille roche », au contraire de la prose châtiée de Voltaire ou de Fontenelle. Il revendique ce caractère plus rude : « je ne fus jamais un sujet académique ».
Le style de Saint-Simon se caractérise par la diversité, la liberté. La phrase parfois se gonfle dans une énumération, mais Saint-Simon est aussi un virtuose de l'ellipse, dans des textes où « il omet toute la graisse pour ne garder que le nerf et le muscle », ce qui produit des bonheurs d'expression. Pour exprimer que les courtisans ne plaisaient au Roi qu'à la condition d'affecter de s'anéantir devant lui, Saint-Simon trouve cette formule : l'unique voie de plaire au Roi était d'avoir « l'air de néant sinon par lui ». Proust souligne cet art de la concision, en citant  l'exemple du marquis de Maulévrier qui commet un manquement à l'étiquette, et le duc ajoute : sans savoir si ce fut « ignorance ou panneau ». La pratique de l'ellipse le conduit également à écrire des phrases nominales : l'établissement du testament de Louis XIV consacrant l'habilité des bâtards à la Couronne est ainsi résumé en une phrase : « La femme, le double ministre, les routes sacrilèges, nul contradicteur, secret profond, concert extrême ».
En ses meilleurs moments, Saint-Simon dompte et bouscule une langue ployable, flexible, disponible, et sa prose conjugue la lucidité et le délire. Son style « fusant, incandescent, galvanique et touffu » atteste alors un « génie d'artiste » dans sa vision « percutante et térébrante, violente, effarante, frénétique, hallucinée ». Comme le suggère Cioran à propos de Saint-Simon (et de Joseph de Maistre), son style est aussi la prérogative et comme le luxe de son échec : « furieux d'être contredits par les événements, ils se précipitent, dans leur désarroi, sur le verbe dont, à défaut d'une plus substantielle ressource, ils tirent vengeance et consolation […] Vouloir disséquer leur prose, autant vaut analyser une tempête ».
Enfin, il est possible que la clandestinité du texte contestataire ait rejailli sur le texte, et inversement.

### Les procédés narratifs
« Mettre son lecteur au milieu des acteurs de tout ce qu'il raconte, en sorte qu'il croie moins lire une histoire ou des mémoires, qu'être lui-même dans le secret de tout ce qui est représenté, et spectateur de tout ce qui est raconté »

— Saint-Simon, Mémoires
Les Mémoires sont l’œuvre majeure de Saint-Simon. Chacune des formes narratives utilisées dans ses autres textes s'y retrouve. L'écriture des Mémoires relève d'une esthétique de la variété, qui fait se succéder diverses formes et divers tons.
- Narrateur et narrataire. Saint-Simon utilise généralement la première personne (à l'exception de la Note sur la maison de Saint-Simon, écrite à la troisième personne), et la présence du narrateur est bien affirmée. Mais les Mémoires ne feignent pas d'avoir un destinataire précis[N 35], et, sauf à de rares exceptions le lecteur n'est interpellé qu'indirectement, l'auteur s'inscrivant dans un compromis entre mémorialiste et historien[160].
- Anecdotes. L'anecdote est un « élément clef dans l'esthétique et la vision du monde de Saint-Simon : celui par lequel la vérité cachée advient fugitivement dans l'apparence ». Par exemple, une anecdote qui relate « un trait de M. le duc d'Orléans, et comme on dit, en bonnet de nuit et en robe de chambre, où on ne voit guère de héros, en dira plus là-dessus que toutes les apologies. […] On la raconte encore par cette même raison qu'elle caractérise[S 140] ». Elle n'est pas nécessairement plaisante, mais donne vie à un récit : les récits militaires, qui représentent environ 6 % des Mémoires, sous forme de témoignages, font appel à des anecdotes vécues[161].

- → Anecdotes très pittoresques à propos d'une princesse qui ne l'est pas moins[M 22]
- → Réception de M. de Noyon à l'Académie[M 23]
- → Quand la comtesse de Gramont fait l'aumone à l'académicien Denis Dodart[162]
- Généalogies. La généalogie est capitale dans la définition d'un homme pour Saint-Simon, sous forme de récit mentionnant l'extraction. « Brassant les siècles, les pays et les alliances […] on n'est jamais seul dans l'univers saint-simonien, ou si on l'est, c'est une caractéristique à interpréter et un handicap »[163],[164].
  - → Aridité d'une généalogie énumérative, ayant « la beauté d'un tricot »[M 24]
- Portraits et crayons. Ils ont largement contribué à établir la réputation de Saint-Simon, par leurs tours de force stylistiques, et forment des médaillons isolables dans les anthologies. Ils permettent à l'auteur d'expliquer l'histoire, ou d'accuser, ont une fonction morale, ou révèlent le mystère de la monstruosité. Les meilleurs montrent la grandeur ou la misère humaines ans utiliser ces mots. Ils débutent fréquemment par une généalogie, et peuvent être soutenus par des anecdotes illustrant le caractère[165]. Un même personnage peut faire l'objet de plusieurs portraits dans l'ensemble de l’œuvre. La plupart des portraits sont péjoratifs, l'auteur lui-même le souligne : « tout ce qu'il y a contre la réputation de mille gens[S 142] ».
Le portrait moral est souvent complété par des croquis décrivant le corps impitoyablement, avec ses disgrâces et ses singularités. Ces descriptions du corps sont une innovation dans la littérature du XVIIIe siècle à l'encontre de la préciosité[166].
  - → L'un des portraits de Louis XIV[M 25]
  - → Portrait d'un homme vertueux[M 16]
  - → Exemple de portrait à charge[M 5]
  - → Plusieurs portraits, charmants, de Mme de Castries[M 26],[M 27]
  - → Trois portraits de Fénelon, tableaux d'une destinée tragique : le quiétisme[M 28], l'exil[M 29], la mort[M 18]
- Conversations et entretiens. Écrites parfois vingt ans après, on peut douter de la fidélité de leur transcription. Saint-Simon s'efforce cependant de donner un effet de réel par les détails scéniques ou d'expression comme au théâtre. Il ne s'agit jamais de conversations de salon, mais généralement d'affrontements intellectuels. Le narrateur en est le héros, ou bien se pose en prophète méconnu, confident ou conseiller de son interlocuteur[167]. Avec les entretiens politiques, ce procédé narratif rend visible le désordre du monde : il n'est pas tenu compte de la parole de Saint-Simon, même si elle est reconnue comme vraie[168].
  - → Conversations avec Beauvillier puis avec Chevreuse, deux « vertueux »[M 30]
- Digressions. Les digressions contribuent à donner au texte la désinvolture d'une conversation, elles sont abondantes, généralement signalées : « faisons ici une courte digression pour l'intelligence de ce qui va suivre[S 143] ». L'apparition d'un personnage ou un événement donne au narrateur le droit de bifurquer pour des moments d'érudition ou de polémique[169].

### Chronologie des principaux textes
« Jamais écrivain ne parut moins jeune quand il était jeune, ni moins vieux quand il était vieux »

— Robert Judrin, La fausse trappe
- Obsèques de la Dauphine-Bavière (1690)

Premier mémoire connu. Vanité du sujet et quelques gaucheries.
- Brouillons des projets sur lesquels il faudrait travailler petit à petit sans relâche et sans jamais tomber dans le piège de se laisser rebuter par rien (1701)

Premier écrit consacré à la défense des honneurs et du rang des ducs et pairs. Encore jeune, Saint-Simon y croit encore.
- Mémoire abrégé sur les maisons de Lorraine, Rohan et La Tour dite Bouillon (1710)

Texte animé par la passion contre les princes étrangers, qui ne se considèrent pas astreints aux devoirs envers le roi.
- Réflexions sur le bruit répandu avec beaucoup d'apparence du mariage du fils de M. le prince de Rohan avec une fille de madame la duchesse (1711)

En révélant le danger de ce mariage pour le repos de la cour, le texte doit éviter la complète décadence de la haute noblesse : description des cabales et des causes et conséquences de l'éloignement de la haute noblesse des alliances princières.
- Projets de rétablissement du royaume de France (janvier 1712)

Inachevé, écrit à l'intention du duc de Bourgogne, avant la mort de celui-ci.
- Collections sur feu Monseigneur le Dauphin (mars 1712)

Composé quelques semaines après la mort du duc de Bourgogne. Éloge post-mortem et idéologie désuète, aux bords du lyrisme.
- Lettre anonyme au Roi (avril 1712)

Comme Vauban, La Bruyère ou Fénelon l'ont fait, Saint-Simon exprime avec force au Roi des avertissements et adjurations sur les excès de sa puissance et les malheurs de son royaume, que ne saurait amoindrir la prudence de l'anonymat.
- Mémoire succinct sur les formalités de la Renonciation (août 1712)

Synthèse des vues politiques de Saint-Simon, particulièrement du rôle majeur des pairs au sein d'une monarchie.
- Mémoire abrégé contre M. le duc de La Rochefoucauld (été 1713)

Extrait d'un dossier pour le règlement d'un très ancien conflit de préséance.
- Vues sur l'avenir de la France (septembre 1713)

Réflexions sur la composition et les fonctions d'un gouvernement de régence.
- Projets de gouvernement résolus par Mgr le duc de Bourgogne dauphin, après y avoir mûrement pensé (1714)

Rédigés par Saint-Simon après la mort du duc de Bourgogne, reflets d'une pensée riche mais anachronique. On y trouve la polysinodie.
- Supplique de l'Université au Parlement (septembre 1718)

Modèle de protestation destiné aux responsables des universités.
- Mémoire sur l'intérêt des princes du sang à empêcher tout agrandissement des enfants légitimés des rois (août 1720)

Important mémoire sur l'un des thèmes majeurs de Saint-Simon.
- Mémoire des prérogatives que les ducs ont perdues (octobre 1722)

Important mémoire sur autre thème majeur de Saint-Simon, dont le titre complet explicite la thèse : …depuis la régence de son altesse royale, et de quelques autres qui leur ont été ôtées sur la fin du règne de Louis XIV, qui anéantissent totalement cette dignité, selon laquelle les ducs sont placés au-dessus de la noblesse.
- Abrégé de tous les ducs existants en 1725 (1725)

Saint-Simon imite les généalogistes dans un exercice d'érudition, aride pour un lecteur moderne.
- Additions au Journal de Dangeau (1730-1736)

Notes et textes saisis par Saint-Simon en marge du Journal, préparant la rédaction des Mémoires dont ils constituent ainsi des variantes.
En 1699, préoccupé par l’ampleur que prennent ses Mémoires, il consulte Rancé pour savoir quelle règle adopter « vous supplier (…) de me vouloir prescrire une règle pour dire toujours la vérité sans blesser ma conscience, et pour me donner de salutaires conseils sur la manière que j'aurai à tenir en écrivant des choses qui me touchent particulièrement et plus sensiblement que les autres ». L'abbé ne l’incite sans doute pas à continuer un journal, mais plutôt à collecter des documents sans donner libre cours à ses émotions sur le papier, signe d’orgueil envers Dieu. Il est alors possible qu’à partir de cette date Saint-Simon constitue des dossiers documentaires, complétés de notes personnelles. Ces dossiers auxquels il ajoute les anecdotes dont il se souvient sont la base des Mémoires rédigés quarante ans après.
- Lettre aux continuateurs du P. Anselme (1731)
- Mémoire sur les Affaires Étrangères (juillet 1733)

Peut-être inspiré par Torcy, et destinataire inconnu, peut-être idéalisé.
- Préambule aux maisons d'Albret et Notes sur tous les duché-pairies (juillet 1737)

Collection hétérogène de monographies, dont l'unité est une réponse à la question : « parmi les grands jeux et les minuscules conflits du hasard et de l'histoire, comment maintenir l'identité irremplaçable de l'individu ? ». C'est bien le projet de Saint-Simon lui-même : « ces courtes notes […] se proposent […] uniquement de faire connaître les personnes et de curieuses notes échappées… » (note Royan)
- Légères notions des chevaliers, commandeurs et grands officiers de l'ordre du Saint-Esprit (1737-1740)
- Mémoires (1740-1750)

Monument central de l’œuvre de Saint-Simon, qui s'attache à faire plus qu'un travail d'historien pour révéler le sens de l'histoire : « On s'aperçut que toute cette vaste Histoire [du P. Daniel], qui semblait éplucher de si près les temps ténébreux ne s'attachait dans les autres qu'à la partie purement militaire […] Mais de négociations, de cabales et d'intrigues de cour, de ressorts des événements,pas un mot en tout l'ouvrage que sèchement, courtement ».
Il l'écrit à partir de ses notes, mais aussi du journal de Dangeau, et de celui de Torcy (pour la période de la Régence), souvent sous forme de digressions. Il reprend également des éléments de ses autres écrits, constituant ainsi des variantes.
L'avant-propos « Savoir s'il est permis d'écrire l'histoire […] » est rédigée après la mort de sa femme, avant de reprendre la rédaction. Les manchettes sont ajoutées après l'achèvement du texte.
Pour le lecteur moderne, cette œuvre représente également une source précieuse pour des études sociologiques, en évoquant par exemple 7 854 personnages dont 656 militaires, 1 366 mariages, etc.
- Suite ou supplément aux Mémoires

Saint-Simon fait plusieurs fois allusion à une suite qu'il envisage de donner aux Mémoires. Cependant Yves Coirault indique n'avoir trouvé, malgré ses recherches, aucune trace d'une ébauche d'un tel « Supplément ».
- Parallèle des trois premiers rois bourbons (mai 1746)

Rédigé alors que son grand œuvre n'est pas terminé, probablement dans un sentiment d'urgence dû à l'âge. Autre monument de Saint-Simon, tentative de réhabilitation de Louis XIII par rapport à Louis XIV et Henri IV, en soulignant son énergie et ses initiatives. « La ferveur et la fureur [de Saint-Simon] animent admirablement son pinceau ; sa mythologie n'a jamais tari son lyrisme ».
- Lettres de Saint-Simon (1693-1748)

Fragments épars de la correspondance de Saint-Simon, très inégalement répartis sur la période.
- Matériaux sur les qualités prises par M. de Soubise (août 1753)

Obstination de Saint-Simon, encore radicalisé, dans son inutile combat ducal. Sa passion du rang, regain de sa haine et de ses hantises. .
- Testament (26 juin 1754)

Révélateur de l'état d'esprit de Saint-Simon.

### Postérité littéraire

#### Témoignages
De grands écrivains français ont été profondément influencés par l'œuvre de Saint-Simon, ou ont simplement rendu hommage à son œuvre.
Madame du Deffand - première connaissance, partielle, des Mémoires (lettre du 2 décembre 1770 à Horace Walpole) : « Les Mémoires de Saint-Simon m'amusent toujours, et comme j'aime lire en compagnie, cette lecture durera longtemps. Elle vous amuserait, quoique le style en soit abominable, les portraits mal faits ; l'auteur n'étant point un homme d'esprit ; mais comme il était au fait de tout, les choses qu'il raconte sont curieuses et intéressantes ; je voudrais fort pouvoir vous procurer cette lecture. »
Chateaubriand : « Mirabeau tenait de son père et de son oncle qui, comme Saint-Simon, écrivaient à la diable des pages immortelles. »
Michelet : « Contre un Dangeau et autres, on se défend sans peine. Mais qu'il est difficile de marcher droit quand on a près de soi le maître impérieux qui vous tire à droite et à gauche, qui donne tout ensemble à l'histoire le secours et l'obstacle, son guide, son tyran, Saint-Simon […] J'en sais le fort, le faible. S'il a écrit longtemps après, c'est sur des notes qu'il faisait le jour même. Il veut être vrai, il veut être juste. Et souvent, par un noble effort, il l'est contre sa passion ».
Mais Michelet peut être plus sévère, au moins pour la prétention de Saint-Simon à écrire l'histoire : « Son plus grave défaut, c'est d'étendre, enfler, exagérer de petites choses éphémères, en abrégeant, rapetissant des choses vraiment grandes et durables […] Ainsi, il tourne la lorgnette et tour à tour regarde par un bout ou par l'autre, mais presque toujours pour grossir l'infiniment petit. »
Stendhal  : « Mon seul plaisir était Shakespeare et les Mémoires de Saint-Simon, alors en sept volumes, que j'achetai plus tard en douze volumes, avec les caractères de Baskerville, passion qui a duré comme celle des épinards au physique… ».
Stendhal a pu connaître les Mémoires par les publications d’extraits réalisées entre 1781 et 1819, avant que les héritiers n'entrent en possession des manuscrits à cette date et n’autorisent une première publication en 1829, complète mais très perfectible. Fasciné par les Mémoires, il leur emprunte de nombreux procédés littéraires « modernes » qu’utilise le duc en dépit de sa réputation d’archaïsme, en particulier la description subjective, qui consiste à décrire une scène uniquement à travers les détails qu’en perçoit un personnage. Dans La Chartreuse de Parme de Stendhal, les descriptions des intrigues de cour et les portraits de nombreux personnages secondaires sont ouvertement inspirés de Saint-Simon, qui est d’ailleurs cité parfois sans retouches.
Marcel Proust a été un admirateur fervent du mémorialiste, dont il a d’ailleurs fait un long et savoureux pastiche (Pastiches et Mélanges, 1919). L’évocation dans À la recherche du temps perdu des salons aristocratiques du début du XXe siècle doit autant aux souvenirs mondains de Proust lui-même qu’aux scènes de la cour de Louis XIV qu’il avait lues dans Saint-Simon, très souvent cité dans le roman, notamment lors des passages où apparaît le personnage haut en couleur du baron de Charlus. Proust a aussi cherché à recréer dans ces passages une certaine manière de parler que Saint-Simon appelait, mais sans donner d’exemples, l’« esprit Mortemart », du nom d’une grande famille noble à laquelle appartenait la marquise de Montespan : « […] une éloquence naturelle, une justesse d’expression, une singularité dans le choix des termes qui coulait de source et qui surprenait toujours, avec ce tour particulier à Mme de Montespan et à ses sœurs, et qui n’a passé qu’aux personnes de sa familiarité ou qu’elle avait élevées ». Proust chercha à illustrer cet esprit à travers son personnage de la duchesse de Guermantes, sans d’ailleurs être pleinement satisfait du résultat. Mais de manière plus profonde, Proust a été fasciné par la réussite du projet littéraire de Saint-Simon, qui ressuscite par l’écriture un monde disparu depuis trente ans : comme le duc-mémorialiste, le narrateur de la Recherche comprend sur le tard que les déceptions de la vie et la certitude de la mort peuvent être transcendées par la littérature.
Cioran : « Il y avait chez lui un côté orgue si différents de ces accents de flûte qui caractérisent le français. D'où ces périodes qui, redoutant le point, empiètent les unes sur les autres, multiplient les détours, répugnent à s'achever ».

#### Hommages
Un prix littéraire Saint-Simon a été créé. Il fut fondé à l'occasion du tricentenaire de la naissance du duc de Saint-Simon (1675-1755) sous les auspices de la ville de la Ferté-Vidame, résidence d'élection de l'écrivain, du conseil général d'Eure et Loir et de l'association des amis de La Ferté-Vidame, avec la participation initiale de la société Saint-Simon.
Théâtre
Dans l'Impromptu du Palais-Royal (1962), Jean Cocteau met en présence Louis XIV, Molière et le duc de Saint-Simon, suivant le modèle du Dialogue des morts de Fontenelle et sur un canevas qu'Yves Coirault propose de prolonger. « Libre à chacun des lecteurs d'imaginer quelque autre dialogue des morts : Fontenelle, Montesquieu, Voltaire, Rousseau auraient plus que deux mots à dire au duc et pair ».
Cinéma
Dans son adaptation du roman de Ray Bradbury, Fahrenheit 451 (1966), François Truffaut fait réciter les premières phrases des Mémoires par un personnage secondaire, dans la séquence de conclusion et les derniers plans du film.
Absent du film historique de Bertrand Tavernier Que la fête commence (1975) avec Philippe Noiret dans le rôle du régent Philippe d'Orléans et Jean Rochefort dans celui de l'abbé Dubois, Saint-Simon est cité pour un mot de raillerie à propos du passé de ce dernier, qui convient que le fait est « parfaitement vrai ».
Dans le film L'Échange des princesses (2017), il est joué par Vincent Londez.
Monuments

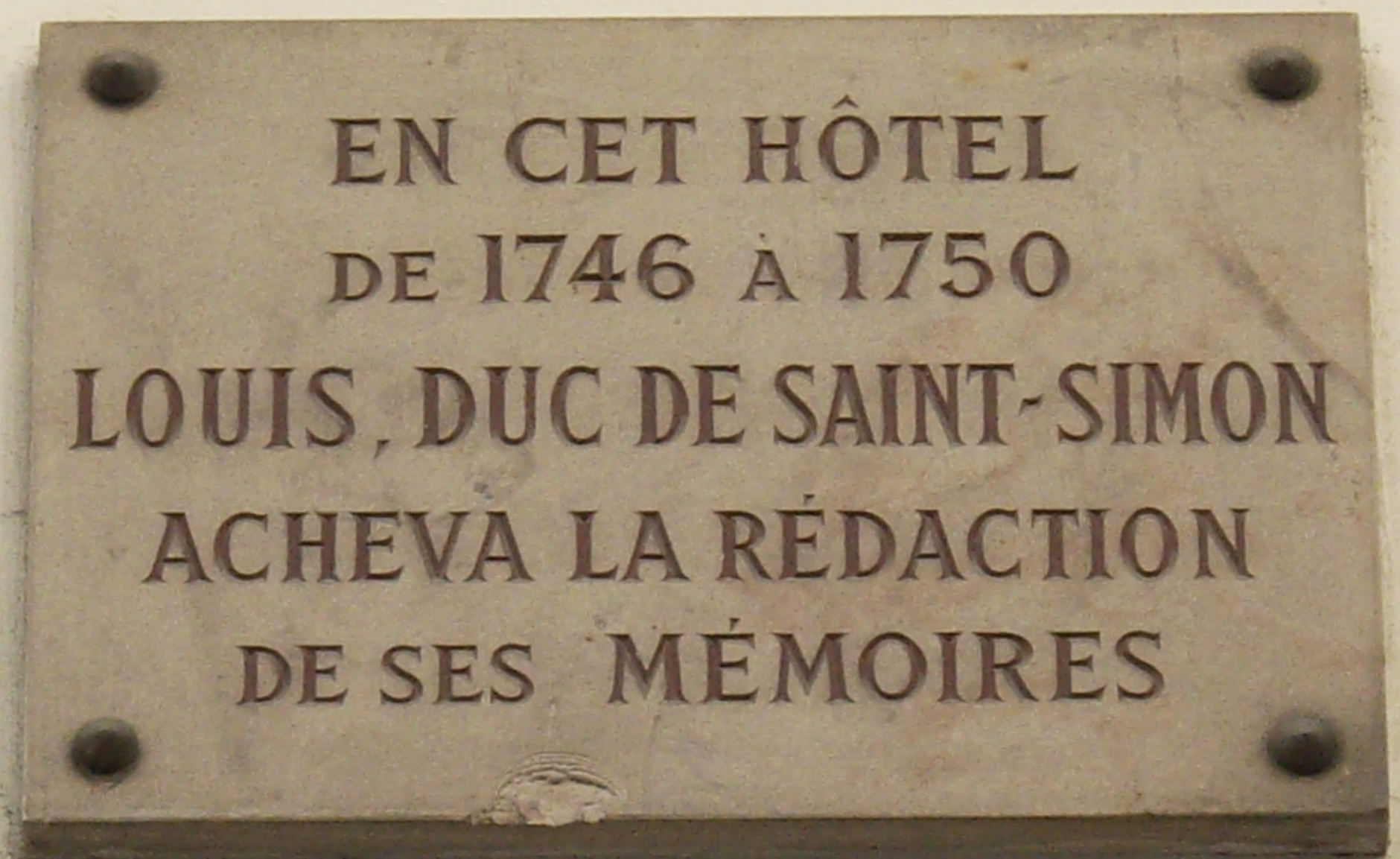
Plaque commémorant la rédaction des Mémoires de Saint-Simon, au no 17 de la rue du Cherche-Midi, à.

Une rue a été nommée en l'honneur de Saint-Simon, à Paris 7e, non loin de son lieu de naissance.
Une statue du duc et pair par Pierre Hébert, réalisée vers 1853, orne la façade du palais du Louvre à Paris. Une autre par Jean-Louis-Adolphe Eude orne la façade de l'hôtel de ville de Paris.
En décembre 1975, le Conseil de Paris ordonne l'apposition de plaques commémoratives sur les deux domiciles de Saint-Simon subsistant dans la capitale.
Numismatique et philatélie
En 1955, la république française rend hommage au duc de Saint-Simon par un timbre postal à son effigie, à l'occasion du bicentenaire de sa mort. Le 13 mai 1975, c'est au tour de Monaco d'émettre un timbre à l'effigie du mémorialiste, commémorant le tricentenaire de sa naissance. Cette même année voit l'émission par la Monnaie de Paris de la médaille du tricentenaire Saint-Simon, réalisée par le médailleur Jacques Devigne.

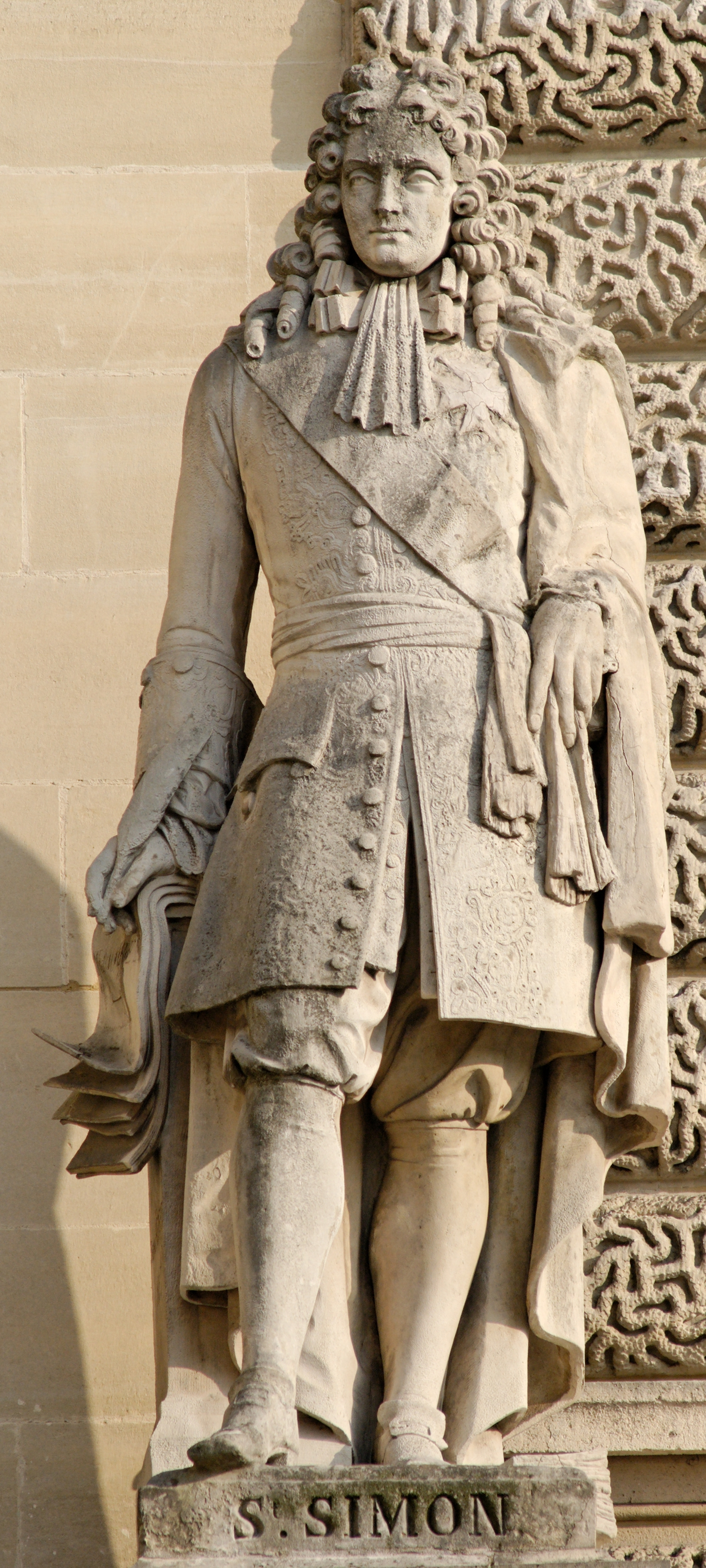
Pierre Hébert, Saint-Simon (vers 1853), Paris, palais du Louvre.
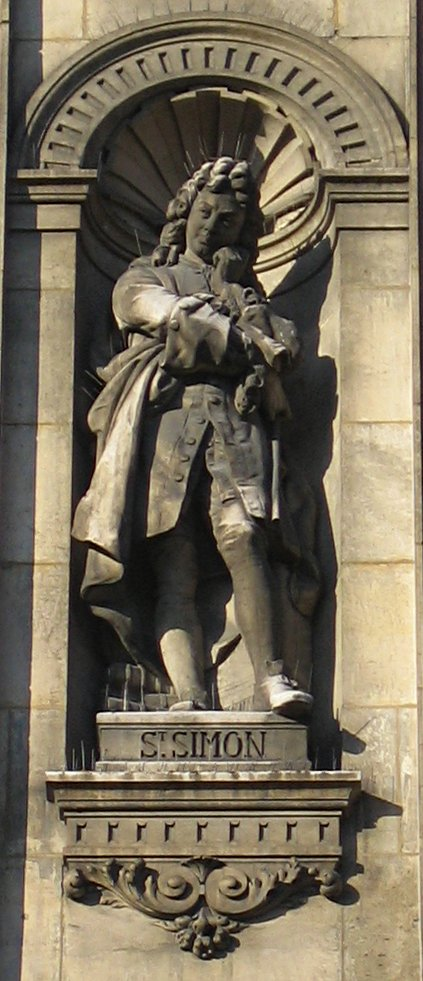
Jean-Louis-Adolphe Eude, Saint-Simon, Paris, hôtel de ville.
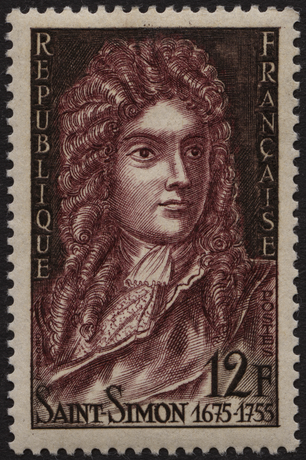
Timbre à l'effigie du duc de Saint-Simon, France, 1955.
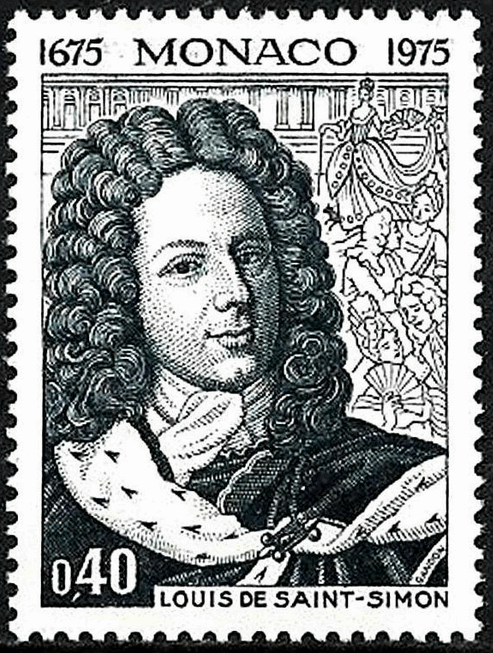
Timbre à l'effigie du duc de Saint-Simon, Monaco, 1975.